# Natal Main Line
| Profil der Natal Main Line im Jahre 1910 |                                            |                                    |                                    |
| Verlauf der Natal Mail Line auf einer Karte von 1910 |                                            |                                    |                                    |
| Streckenlänge: | 1911: 495 km 2016: 460 km                  |                                    |                                    |
| Spurweite: | 1067 mm (Kapspur)                          |                                    |                                    |
| Maximale Neigung: | alte Strecke: 33 ‰ ab 1965: 14,3 ‰         |                                    |                                    |
| Minimaler Radius: | alte Strecke: 300 ft / 91 m ab 1965: 219 m |                                    |                                    |
| |                                            |                                    |                                    |
| \| \| \| Point \| 1860–1888 \| \| \| \| Point \| 1888–1936 \| \| \| \| von Richards Bay \| \| \| \| 0 \| Durban \| ab 1980 \| \| \| \| Durban Market Square \| 1860–1893 \| \| \| \| Durban Market Square (Halle) \| 1893–1980 \| \| \| 1 \| Msizini \| Msizini \| \| \| 2 \| Berea Road \| Berea Road \| \| \| \| West End \| 1877–1893 \| \| \| \| Durban Hafen \| \| \| \| 3 \| Dalbridge \| Dalbridge \| \| \| \| \| \| \| \| 5 \| Congella \| Congella \| \| \| 6 \| Umbilo \| Umbilo \| \| \| \| Bayhead Yard \| \| \| \| 7 \| Rossburgh South Coast Junction \| Rossburgh South Coast Junction \| \| \| \| \| \| \| \| 8 \| Booth South Coast Junction \| Booth South Coast Junction \| \| \| \| \| \| \| \| \| nach Port Shepstone \| \| \| \| \| Jacob’s Ladder \| bis 1907 \| \| \| \| rechts: neue Hauptlinie \| ab 1936 \| \| \| 10 \| Sea View \| Sea View \| \| \| 12 \| Bellair \| Bellair \| \| \| 12 \| Mount Vernon \| Mount Vernon \| \| \| 13 \| Hillary \| Hillary \| \| \| 15 \| Poet’s Corner \| Poet’s Corner \| \| \| 15 \| Cavendish \| Cavendish \| \| \| 16 \| Malvern \| Malvern \| \| \| 17 \| Burlington \| Burlington \| \| \| 18 \| Escombe Bowker’s Halt \| Escombe Bowker’s Halt \| \| \| 20 \| Shallcross \| Shallcross \| \| \| 20 \| Northdene \| Northdene \| \| \| 22 \| Moseley \| Moseley \| \| \| 23 \| Glen Park \| Glen Park \| \| \| 24 \| Klaarwater \| Klaarwater \| \| \| 24 \| Sarnia Pinetown Bridge \| Sarnia Pinetown Bridge \| \| \| \| Umgeni Power Station \| \| \| \| \| Induspine \| \| \| \| 27 \| Pinetown Ende Fahrleitung \| von Durban \| \| \| 28 \| Mariannhill \| Mariannhill \| \| \| \| Palmiet Manors \| \| \| \| \| Wyebank \| \| \| \| 31 \| Thornwood \| Thornwood \| \| \| \| Fields Hill \| \| \| \| 34 \| Situndu Hills \| Situndu Hills \| \| \| 35 \| Dassenhoek \| Dassenhoek \| \| \| \| Kloof Krantz Kloof \| Museumsbahn \| \| \| 37 \| kwaNgendezi \| kwaNgendezi \| \| \| \| Gillitts \| \| \| \| \| Emberton \| \| \| \| \| Delville Wood (914 m) \| \| \| \| \| Delamore Halt \| \| \| \| 41 \| Delville Wood \| Delville Wood \| \| \| \| Baubahn Ntshongweni Dam \| 1924–1927 \| \| \| \| New Brereton (1036 m) \| ab 1974 \| \| \| \| Hillcrest \| \| \| \| \| \| \| \| \| \| Ngede Falls \| \| \| \| \| Nshongweni (894 m) \| \| \| \| 45 \| Nshongweni \| Nshongweni \| \| \| \| Padley \| \| \| \| 51 \| Bothas Hill \| 739 m \| \| \| \| Alverstone \| \| \| \| 51 \| Cliffdale \| Cliffdale \| \| \| \| Drummond \| \| \| \| 57 \| Hammarsdale \| Hammarsdale \| \| \| \| \| \| \| \| \| Inchanga Museumsbahn \| ab 1892 \| \| \| \| Wallacetown bis 1892 \| \| \| \| \| \| \| \| \| 61 \| Kwa Tandaza \| Kwa Tandaza \| \| \| 63 \| Georgdale \| Georgdale \| \| \| \| Harrison \| \| \| \| \| Triangle \| 1880–1882 \| \| \| \| \| \| \| \| 71 \| Cato Ridge Triangle \| Cato Ridge Triangle \| \| \| 76 \| Camperdown \| Camperdown \| \| \| \| Umlaas Road \| \| \| \| \| nach Mid Illovo 610 mm \| 1911–1985 \| \| \| \| \| \| \| \| 80 \| Umlaas Road \| bis 1988 \| \| \| \| No. 1 (926 m) \| \| \| \| 82 \| Ethelvale \| 1919–1965 \| \| \| 87 \| Thornybush Mpushini \| 1919–1965 \| \| \| \| Manderston \| bis 1988 \| \| \| \| No. 3 (664 m) \| \| \| \| \| Mpushini (375 m) \| \| \| \| \| New Leeds \| bis 1988 \| \| \| \| \| \| \| \| \| Ashburton \| \| \| \| \| \| \| \| \| \| nach Richmond \| \| \| \| \| No. 4 (1310 m) \| \| \| \| \| Thornville \| \| \| \| 100 \| Mkondeni \| 1919–1965 \| \| \| \| \| \| \| \| \| Foxhill \| \| \| \| \| Bisley \| \| \| \| \| No. 5 (843 m) \| \| \| \| \| \| \| \| \| \| \| \| \| \| \| \| \| \| \| \| \| \| \| \| \| \| \| \| \| \| Umsindusi \| \| \| \| 108 \| Pentrich \| Pentrich \| \| \| \| \| \| \| \| 111 \| Masons Mill Yard \| Masons Mill Yard \| \| \| \| nach Franklin \| \| \| \| \| Napier Junction \| \| \| \| \| \| \| \| \| 114 \| Pietermaritzburg \| 676 m \| \| \| \| nach Greytown \| \| \| \| 116 \| Camp \| Camp \| \| \| 118 \| Rushbrook Prestbury \| Rushbrook Prestbury \| \| \| \| Camp \| 1884–1916 \| \| \| 121 \| Boughton Braeside \| Boughton Braeside \| \| \| \| \| \| \| \| \| Grange \| 1884–1916 \| \| \| \| \| \| \| \| 123 \| Broomfield \| 1884–1916 \| \| \| 124 \| Blackridge Swartkopskloof \| 1884–1916 \| \| \| 128 \| Sweet Waters \| 1884–1916 \| \| \| \| \| \| \| \| \| Teteluku 1916–1960 \| 1916–1960 \| \| \| \| Ketelfontein 1916–1960 \| 1916–1960 \| \| \| 129 \| Winterkloof 1884–1916 \| Winterkloof 1884–1916 \| \| \| \| Cedara-Tunnel (6023 m) \| \| \| \| 131 \| Boshoffweg 1884–1916 \| Boshoffweg 1884–1916 \| \| \| 136 \| Hilton 1884–1916 \| Hilton 1884–1916 \| \| \| 137 \| Leonard 1884–1916 \| Leonard 1884–1916 \| \| \| \| \| \| \| \| 139 \| Aradec \| 1884–1960 \| \| \| \| \| \| \| \| 134 \| Cedara \| Cedara \| \| \| 138 \| Merrivale Howick \| Merrivale Howick \| \| \| \| Dunlop Gummiwerk \| \| \| \| 142 \| Quail Hospital \| Quail Hospital \| \| \| 144 \| Howick Swanley \| Howick Swanley \| \| \| 145 \| Fernhill \| Fernhill \| \| \| 146 \| Tweedie Kildwick \| Tweedie Kildwick \| \| \| 151 \| Lions River \| Lions River \| \| \| 156 \| Dargle St. Ives \| Dargle St. Ives \| \| \| 161 \| Lidgetton \| Lidgetton \| \| \| 164 \| Caversham \| Caversham \| \| \| 169 \| Balgowan \| Balgowan \| \| \| 175 \| Holly Methven \| Holly Methven \| \| \| 177 \| Kingston \| Kingston \| \| \| 180 \| Nottingham Road \| 1465 m \| \| \| 187 \| Rosetta \| Rosetta \| \| \| \| \| \| \| \| 193 \| Fountain Hall \| bis 1956 \| \| \| \| (715 m) \| \| \| \| \| \| \| \| \| \| Mooi River \| \| \| \| \| New Leigh \| \| \| \| \| Leigh 1885–1914 \| \| \| \| \| Hidcote \| \| \| \| \| Highlands \| \| \| \| \| Hidcote (up: 3227 / down: 4030) \| \| \| \| 203 \| Dell / New Dell \| Dell / New Dell \| \| \| \| Beacon Hill (854 m) \| \| \| \| 209 \| Willbrook \| Willbrook \| \| \| \| Brynbella \| \| \| \| 215 \| Lowlands \| Lowlands \| \| \| \| Willow Grange \| \| \| \| 223 \| New Beacon Hill \| New Beacon Hill \| \| \| \| Beacon Hill \| \| \| \| \| Beacon Hill \| \| \| \| 228 \| New Formosa \| New Formosa \| \| \| \| Beacon Hill \| \| \| \| \| \| \| \| \| \| Mimosa (Formosa) \| \| \| \| 234 \| Estcourt \| 1168 m \| \| \| \| nach Weenen 610 mm \| \| \| \| \| \| \| \| \| 242 \| Willowford \| Willowford \| \| \| \| \| \| \| \| \| \| \| \| \| 247 \| Ennersdale \| Ennersdale \| \| \| \| nach Bergville \| \| \| \| 253 \| Heavitree \| Heavitree \| \| \| 258 \| Frere \| Frere \| \| \| 261 \| Grenford \| Grenford \| \| \| 266 \| Chieveley \| Chieveley \| \| \| 273 \| Naval Hill \| Naval Hill \| \| \| 278 \| Colenso \| Colenso \| \| \| 289 \| Harts Hill \| Harts Hill \| \| \| 290 \| Pieter’s \| Pieter’s \| \| \| \| \| \| \| \| 295 \| Nelthorpe \| Nelthorpe \| \| \| \| \| \| \| \| 297 \| Umbulwana \| Umbulwana \| \| \| 304 \| Ladysmith \| 1005 m \| \| \| 307 \| Danskraal Daimana \| Danskraal Daimana \| \| \| \| nach Bethlehem \| \| \| \| 314 \| Pepworth \| Pepworth \| \| \| 325 \| Matiwane \| Matiwane \| \| \| 331 \| Elandslaagte \| Elandslaagte \| \| \| 338 \| Maduna \| Maduna \| \| \| 343 \| Wesselnek \| Wesselnek \| \| \| 352 \| Wasbank \| Wasbank \| \| \| 360 \| Uithoek \| Uithoek \| \| \| 366 \| Wallsend \| Wallsend \| \| \| 371 \| Glencoe Biggarsberg Summit \| 1371 m \| \| \| \| nach Dundee \| \| \| \| 384 \| Hattingsspruit \| Hattingsspruit \| \| \| 395 \| Dannhauser \| Dannhauser \| \| \| 403 \| Milnedale \| Milnedale \| \| \| 409 \| Alcockspruit \| Alcockspruit \| \| \| 414 \| Ballengeich \| Ballengeich \| \| \| 417 \| Rooipunt \| Rooipunt \| \| \| \| von Utrecht \| \| \| \| \| Ngagane \| \| \| \| 432 \| Newcastle \| 1186 m \| \| \| 443 \| Signal Hill \| Signal Hill \| \| \| 448 \| Wycom \| Wycom \| \| \| 456 \| Clontarf \| Clontarf \| \| \| \| \| \| \| \| \| Ingogo \| \| \| \| 456 \| Ingogo \| Ingogo \| \| \| \| Glen Harte \| \| \| \| \| (1850 m) \| \| \| \| 464 \| Boscobello \| Boscobello \| \| \| 466 \| Inkwelo \| Inkwelo \| \| \| \| Mount Prospect \| \| \| \| 475 \| Mount Prospect \| Mount Prospect \| \| \| 480 \| Majuba \| Majuba \| \| \| \| Langs Nek (alt: 675 m, neu:1050 m) \| \| \| \| \| \| \| \| \| 485 \| Langsnek \| Langsnek \| \| \| \| \| \| \| \| \| Clavis \| \| \| \| 490 \| Charlestown \| Charlestown \| \| \| \| \| \| \| \| 495 \| Volksrust \| 1656 m \| \| \| \| nach Bethal \| \| \| \| \| \| \| \| \| \| Vooruitsig \| \| \| \| \| nach Johannesburg \| \| \| \| \| \| \| \| Quellen: [1][2][3] \| \| \| \| |                                            |                                    |                                    |
| Kopfbahnhof Streckenanfang (Strecke außer Betrieb) |                                            | Point                              | 1860–1888                          |
| Bahnhof (Strecke außer Betrieb) |                                            | Point                              | 1888–1936                          |
| Strecke von rechts · Strecke (außer Betrieb) |                                            | von Richards Bay                   | von Richards Bay                   |
| Bahnhof · Strecke (außer Betrieb) | 0                                          | Durban                             | ab 1980                            |
| Strecke · Bahnhof (Strecke außer Betrieb) |                                            | Durban Market Square               | 1860–1893                          |
| Abzweig geradeaus und ehemals von links · Bahnhof quer (Strecke außer Betrieb) · Abzweig geradeaus und nach rechts (Strecke außer Betrieb) |                                            | Durban Market Square (Halle)       | 1893–1980                          |
| ehemaliger Bahnhof · Strecke (außer Betrieb) | 1                                          | Msizini                            | Msizini                            |
| Bahnhof · Strecke (außer Betrieb) | 2                                          | Berea Road                         | Berea Road                         |
| Abzweig geradeaus und ehemals von links · Bahnhof quer (Strecke außer Betrieb) · Strecke nach rechts (außer Betrieb) |                                            | West End                           | 1877–1893                          |
| Abzweig geradeaus und von links · Betriebs-/Güterbahnhof Streckenende und quer |                                            | Durban Hafen                       | Durban Hafen                       |
| Bahnhof | 3                                          | Dalbridge                          | Dalbridge                          |
| Abzweig geradeaus und nach links · Strecke von rechts |                                            |                                    |                                    |
| Bahnhof · Strecke | 5                                          | Congella                           | Congella                           |
| Bahnhof · Strecke | 6                                          | Umbilo                             | Umbilo                             |
| Strecke · Abzweig geradeaus, nach links und von links · Betriebs-/Güterbahnhof Streckenende und quer |                                            | Bayhead Yard                       | Bayhead Yard                       |
| Bahnhof · Strecke | 7                                          | Rossburgh South Coast Junction     | Rossburgh South Coast Junction     |
| Abzweig geradeaus und von links · Strecke nach rechts |                                            |                                    |                                    |
| Blockstelle | 8                                          | Booth South Coast Junction         | Booth South Coast Junction         |
| Abzweig geradeaus und nach links · Abzweig quer und von rechts · Strecke von rechts |                                            |                                    |                                    |
| Abzweig ehemals geradeaus und nach links · Kreuzung geradeaus oben · Kreuzung geradeaus oben |                                            | nach Port Shepstone                | nach Port Shepstone                |
| Abzweig ehemals geradeaus und von links · Strecke nach rechts und von links · Strecke nach rechts |                                            | Jacob’s Ladder                     | bis 1907                           |
| Strecke · Strecke |                                            | rechts: neue Hauptlinie            | ab 1936                            |
| Bahnhof · Strecke | 10                                         | Sea View                           | Sea View                           |
| Bahnhof · Strecke | 12                                         | Bellair                            | Bellair                            |
| Strecke · Bahnhof | 12                                         | Mount Vernon                       | Mount Vernon                       |
| Bahnhof · Strecke | 13                                         | Hillary                            | Hillary                            |
| Bahnhof · Strecke | 15                                         | Poet’s Corner                      | Poet’s Corner                      |
| Strecke · Bahnhof | 15                                         | Cavendish                          | Cavendish                          |
| Bahnhof · Strecke | 16                                         | Malvern                            | Malvern                            |
| Strecke · Bahnhof | 17                                         | Burlington                         | Burlington                         |
| Bahnhof · Strecke | 18                                         | Escombe Bowker’s Halt              | Escombe Bowker’s Halt              |
| Strecke · Bahnhof | 20                                         | Shallcross                         | Shallcross                         |
| Bahnhof · Strecke | 20                                         | Northdene                          | Northdene                          |
| Bahnhof · Strecke | 22                                         | Moseley                            | Moseley                            |
| Bahnhof · Strecke | 23                                         | Glen Park                          | Glen Park                          |
| Strecke · Bahnhof | 24                                         | Klaarwater                         | Klaarwater                         |
| Bahnhof · Strecke | 24                                         | Sarnia Pinetown Bridge             | Sarnia Pinetown Bridge             |
| Abzweig geradeaus und ehemals nach rechts · Strecke |                                            | Umgeni Power Station               | Umgeni Power Station               |
| Strecke · ehemaliger Bahnhof |                                            | Induspine                          | Induspine                          |
| Strecke | 27                                         | Pinetown Ende Fahrleitung          | von Durban                         |
| Strecke · Bahnhof | 28                                         | Mariannhill                        | Mariannhill                        |
| ehemaliger Bahnhof · Strecke |                                            | Palmiet Manors                     | Palmiet Manors                     |
| ehemaliger Bahnhof · Strecke |                                            | Wyebank                            | Wyebank                            |
| Strecke · Bahnhof | 31                                         | Thornwood                          | Thornwood                          |
| ehemaliger Bahnhof · Strecke |                                            | Fields Hill                        | Fields Hill                        |
| Strecke · Bahnhof | 34                                         | Situndu Hills                      | Situndu Hills                      |
| Strecke · Bahnhof | 35                                         | Dassenhoek                         | Dassenhoek                         |
| Bahnhof · Strecke |                                            | Kloof Krantz Kloof                 | Museumsbahn                        |
| Strecke · Bahnhof | 37                                         | kwaNgendezi                        | kwaNgendezi                        |
| ehemaliger Bahnhof · Strecke |                                            | Gillitts                           | Gillitts                           |
| ehemaliger Bahnhof · Strecke |                                            | Emberton                           | Emberton                           |
| Strecke · Tunnel |                                            | Delville Wood (914 m)              | Delville Wood (914 m)              |
| ehemaliger Bahnhof · Strecke |                                            | Delamore Halt                      | Delamore Halt                      |
| Strecke · Bahnhof · Kopfbahnhof Streckenanfang (Strecke außer Betrieb) | 41                                         | Delville Wood                      | Delville Wood                      |
| Strecke · Abzweig geradeaus und ehemals nach links · Strecke nach links und von rechts (außer Betrieb) |                                            | Baubahn Ntshongweni Dam            | 1924–1927                          |
| Strecke · Tunnelanfang · Strecke (außer Betrieb) |                                            | New Brereton (1036 m)              | ab 1974                            |
| ehemaliger Bahnhof · Strecke (im Tunnel) · Strecke (außer Betrieb) |                                            | Hillcrest                          | Hillcrest                          |
| Strecke · Tunnelende · Strecke (außer Betrieb) |                                            |                                    |                                    |
| Strecke · Abzweig geradeaus und ehemals von links · Strecke nach rechts (außer Betrieb) |                                            | Ngede Falls                        | Ngede Falls                        |
| Strecke · Tunnel |                                            | Nshongweni (894 m)                 | Nshongweni (894 m)                 |
| Strecke · Bahnhof | 45                                         | Nshongweni                         | Nshongweni                         |
| ehemaliger Bahnhof · Strecke |                                            | Padley                             | Padley                             |
| ehemaliger Bahnhof · Strecke | 51                                         | Bothas Hill                        | 739 m                              |
| ehemaliger Bahnhof · Strecke |                                            | Alverstone                         | Alverstone                         |
| Strecke · Bahnhof | 51                                         | Cliffdale                          | Cliffdale                          |
| ehemaliger Bahnhof · Strecke |                                            | Drummond                           | Drummond                           |
| Strecke · Bahnhof | 57                                         | Hammarsdale                        | Hammarsdale                        |
| Strecke von links · Abzweig ehemals geradeaus und nach rechts · Strecke |                                            |                                    |                                    |
| Bahnhof · Brücke (Strecke außer Betrieb) · Strecke |                                            | Inchanga Museumsbahn               | ab 1892                            |
| Strecke · Bahnhof (Strecke außer Betrieb) · Strecke |                                            | Wallacetown bis 1892               | Wallacetown bis 1892               |
| Strecke nach links · Abzweig ehemals geradeaus und von rechts · Strecke |                                            |                                    |                                    |
| Strecke · Bahnhof | 61                                         | Kwa Tandaza                        | Kwa Tandaza                        |
| Strecke · Bahnhof | 63                                         | Georgdale                          | Georgdale                          |
| ehemaliger Bahnhof · Strecke |                                            | Harrison                           | Harrison                           |
| ehemaliger Bahnhof · Strecke |                                            | Triangle                           | 1880–1882                          |
| Strecke nach links · Abzweig geradeaus und von rechts |                                            |                                    |                                    |
| Bahnhof | 71                                         | Cato Ridge Triangle                | Cato Ridge Triangle                |
| ehemaliger Bahnhof | 76                                         | Camperdown                         | Camperdown                         |
| ehemaliger Bahnhof · Kopfbahnhof Streckenanfang (Strecke außer Betrieb) |                                            | Umlaas Road                        | Umlaas Road                        |
| Strecke von links (außer Betrieb) · Abzweig geradeaus und ehemals nach rechts · Strecke nach links (außer Betrieb) |                                            | nach Mid Illovo 610 mm             | 1911–1985                          |
| Strecke nach links (außer Betrieb) · Kreuzung geradeaus unten (Querstrecke außer Betrieb) · Strecke von rechts (außer Betrieb) |                                            |                                    |                                    |
| Strecke von links (außer Betrieb) · Abzweig geradeaus und ehemals nach rechts · Bahnhof (Strecke außer Betrieb) | 80                                         | Umlaas Road                        | bis 1988                           |
| Strecke (außer Betrieb) · Tunnel · Strecke (außer Betrieb) |                                            | No. 1 (926 m)                      | No. 1 (926 m)                      |
| Bahnhof (Strecke außer Betrieb) · Strecke · Strecke (außer Betrieb) | 82                                         | Ethelvale                          | 1919–1965                          |
| Bahnhof (Strecke außer Betrieb) · Strecke · Strecke (außer Betrieb) | 87                                         | Thornybush Mpushini                | 1919–1965                          |
| Strecke (außer Betrieb) · Strecke · Bahnhof (Strecke außer Betrieb) |                                            | Manderston                         | bis 1988                           |
| Strecke (außer Betrieb) · Tunnel · Strecke (außer Betrieb) |                                            | No. 3 (664 m)                      | No. 3 (664 m)                      |
| Strecke (außer Betrieb) · Brücke über Wasserlauf · Strecke (außer Betrieb) |                                            | Mpushini (375 m)                   | Mpushini (375 m)                   |
| Strecke (außer Betrieb) · Strecke · Bahnhof (Strecke außer Betrieb) |                                            | New Leeds                          | bis 1988                           |
| Strecke nach links (außer Betrieb) · Abzweig geradeaus und ehemals von rechts · Strecke (außer Betrieb) |                                            |                                    |                                    |
| ehemaliger Bahnhof · Strecke (außer Betrieb) |                                            | Ashburton                          | Ashburton                          |
| Strecke von links · Abzweig ehemals geradeaus und nach rechts · Strecke (außer Betrieb) |                                            |                                    |                                    |
| Strecke · Strecke (außer Betrieb) · Abzweig ehemals geradeaus und von links |                                            | nach Richmond                      | nach Richmond                      |
| Tunnelanfang · Strecke (außer Betrieb) · Strecke |                                            | No. 4 (1310 m)                     | No. 4 (1310 m)                     |
| Strecke (im Tunnel) · Strecke (außer Betrieb) · ehemaliger Bahnhof |                                            | Thornville                         | Thornville                         |
| Strecke (im Tunnel) · Bahnhof (Strecke außer Betrieb) · Strecke | 100                                        | Mkondeni                           | 1919–1965                          |
| Tunnelende · Strecke (außer Betrieb) · Strecke |                                            |                                    |                                    |
| Strecke · Strecke (außer Betrieb) · ehemaliger Bahnhof |                                            | Foxhill                            | Foxhill                            |
| Tunnelanfang · Strecke (außer Betrieb) · ehemaliger Bahnhof |                                            | Bisley                             | Bisley                             |
| Strecke von links (außer Betrieb) · Kreuzung (Querstrecke außer Betrieb) (im Tunnel) · Strecke nach rechts (außer Betrieb) · Strecke |                                            | No. 5 (843 m)                      | No. 5 (843 m)                      |
| Strecke nach links (außer Betrieb) · Kreuzung (Querstrecke außer Betrieb) (im Tunnel) · Strecke von rechts (außer Betrieb) · Strecke |                                            |                                    |                                    |
| Tunnelende · Strecke (außer Betrieb) · Strecke |                                            |                                    |                                    |
| Strecke nach links · Abzweig ehemals geradeaus und von rechts · Strecke |                                            |                                    |                                    |
| Abzweig geradeaus und von links · Strecke nach rechts |                                            |                                    |                                    |
| Strecke von links (außer Betrieb) · Abzweig geradeaus und ehemals nach rechts |                                            |                                    |                                    |
| Bahnhof (Strecke außer Betrieb) · Strecke |                                            | Umsindusi                          | Umsindusi                          |
| Strecke (außer Betrieb) · ehemaliger Bahnhof | 108                                        | Pentrich                           | Pentrich                           |
| Strecke (außer Betrieb) · Abzweig geradeaus und nach links · Strecke von rechts |                                            |                                    |                                    |
| Strecke (außer Betrieb) · Strecke · Dienststation / Betriebs- oder Güterbahnhof | 111                                        | Masons Mill Yard                   | Masons Mill Yard                   |
| Strecke (außer Betrieb) · Abzweig geradeaus und von links · Abzweig quer, nach links und nach rechts |                                            | nach Franklin                      | nach Franklin                      |
| Strecke (außer Betrieb) · Blockstelle |                                            | Napier Junction                    | Napier Junction                    |
| Strecke nach links (außer Betrieb) · Abzweig geradeaus und ehemals von rechts |                                            |                                    |                                    |
| Bahnhof | 114                                        | Pietermaritzburg                   | 676 m                              |
| Strecke quer · Abzweig geradeaus, nach rechts und ehemals nach links · Strecke von rechts (außer Betrieb) |                                            | nach Greytown                      | nach Greytown                      |
| ehemaliger Bahnhof · Strecke (außer Betrieb) | 116                                        | Camp                               | Camp                               |
| ehemaliger Bahnhof · Strecke (außer Betrieb) | 118                                        | Rushbrook Prestbury                | Rushbrook Prestbury                |
| Strecke · Bahnhof (Strecke außer Betrieb) |                                            | Camp                               | 1884–1916                          |
| ehemaliger Bahnhof · Strecke (außer Betrieb) | 121                                        | Boughton Braeside                  | Boughton Braeside                  |
| Strecke von links (außer Betrieb) · Abzweig geradeaus und ehemals nach rechts · Strecke (außer Betrieb) |                                            |                                    |                                    |
| Strecke (außer Betrieb) · Strecke · Bahnhof (Strecke außer Betrieb) |                                            | Grange                             | 1884–1916                          |
| Strecke nach links (außer Betrieb) · Kreuzung geradeaus oben (Querstrecke außer Betrieb) · Abzweig geradeaus und von rechts (Strecke außer Betrieb) |                                            |                                    |                                    |
| Strecke · Bahnhof (Strecke außer Betrieb) | 123                                        | Broomfield                         | 1884–1916                          |
| Strecke · Bahnhof (Strecke außer Betrieb) | 124                                        | Blackridge Swartkopskloof          | 1884–1916                          |
| Strecke · Bahnhof (Strecke außer Betrieb) | 128                                        | Sweet Waters                       | 1884–1916                          |
| Strecke von links (außer Betrieb) · Strecke quer (außer Betrieb) · Abzweig geradeaus und ehemals nach rechts · Strecke (außer Betrieb) |                                            |                                    |                                    |
| Bahnhof (Strecke außer Betrieb) · Tunnelanfang · Strecke (außer Betrieb) |                                            | Teteluku 1916–1960                 | 1916–1960                          |
| Bahnhof (Strecke außer Betrieb) · Strecke (im Tunnel) · Strecke (außer Betrieb) |                                            | Ketelfontein 1916–1960             | 1916–1960                          |
| Strecke (außer Betrieb) · Strecke (im Tunnel) · Bahnhof (Strecke außer Betrieb) | 129                                        | Winterkloof 1884–1916              | Winterkloof 1884–1916              |
| Strecke (außer Betrieb) · Strecke von links (außer Betrieb) · Kreuzung (Querstrecke außer Betrieb) (im Tunnel) · Strecke nach rechts (außer Betrieb) |                                            | Cedara-Tunnel (6023 m)             | Cedara-Tunnel (6023 m)             |
| Strecke (außer Betrieb) · Bahnhof (Strecke außer Betrieb) · Strecke (im Tunnel) | 131                                        | Boshoffweg 1884–1916               | Boshoffweg 1884–1916               |
| Tunnel (Strecke außer Betrieb) · Bahnhof (Strecke außer Betrieb) · Strecke (im Tunnel) | 136                                        | Hilton 1884–1916                   | Hilton 1884–1916                   |
| Strecke (außer Betrieb) · Bahnhof (Strecke außer Betrieb) · Strecke (im Tunnel) | 137                                        | Leonard 1884–1916                  | Leonard 1884–1916                  |
| Strecke nach links (außer Betrieb) · Abzweig geradeaus und von rechts (Strecke außer Betrieb) · Strecke (im Tunnel) |                                            |                                    |                                    |
| Bahnhof (Strecke außer Betrieb) · Tunnelende | 139                                        | Aradec                             | 1884–1960                          |
| Strecke nach links (außer Betrieb) · Abzweig geradeaus und ehemals von rechts |                                            |                                    |                                    |
| ehemaliger Bahnhof | 134                                        | Cedara                             | Cedara                             |
| ehemaliger Bahnhof | 138                                        | Merrivale Howick                   | Merrivale Howick                   |
| Betriebsstelle Streckenanfang und quer · Abzweig geradeaus und nach rechts |                                            | Dunlop Gummiwerk                   | Dunlop Gummiwerk                   |
| ehemaliger Bahnhof | 142                                        | Quail Hospital                     | Quail Hospital                     |
| ehemaliger Bahnhof | 144                                        | Howick Swanley                     | Howick Swanley                     |
| ehemaliger Bahnhof | 145                                        | Fernhill                           | Fernhill                           |
| ehemaliger Bahnhof | 146                                        | Tweedie Kildwick                   | Tweedie Kildwick                   |
| ehemaliger Bahnhof | 151                                        | Lions River                        | Lions River                        |
| ehemaliger Bahnhof | 156                                        | Dargle St. Ives                    | Dargle St. Ives                    |
| ehemaliger Bahnhof | 161                                        | Lidgetton                          | Lidgetton                          |
| ehemaliger Bahnhof | 164                                        | Caversham                          | Caversham                          |
| ehemaliger Bahnhof | 169                                        | Balgowan                           | Balgowan                           |
| ehemaliger Bahnhof | 175                                        | Holly Methven                      | Holly Methven                      |
| ehemaliger Bahnhof | 177                                        | Kingston                           | Kingston                           |
| ehemaliger Bahnhof | 180                                        | Nottingham Road                    | 1465 m                             |
| ehemaliger Bahnhof | 187                                        | Rosetta                            | Rosetta                            |
| Abzweig geradeaus und ehemals nach links · Strecke von rechts (außer Betrieb) |                                            |                                    |                                    |
| Strecke · Bahnhof (Strecke außer Betrieb) | 193                                        | Fountain Hall                      | bis 1956                           |
| Tunnel · Strecke (außer Betrieb) |                                            | (715 m)                            | (715 m)                            |
| Abzweig geradeaus und ehemals von links · Strecke nach rechts (außer Betrieb) |                                            |                                    |                                    |
| ehemaliger Bahnhof |                                            | Mooi River                         | Mooi River                         |
| ehemaliger Bahnhof |                                            | New Leigh                          | New Leigh                          |
| Strecke von links (außer Betrieb) · Bahnhof quer (Strecke außer Betrieb) · Abzweig geradeaus und ehemals nach rechts |                                            | Leigh 1885–1914                    | Leigh 1885–1914                    |
| Strecke (außer Betrieb) · ehemaliger Bahnhof |                                            | Hidcote                            | Hidcote                            |
| Bahnhof (Strecke außer Betrieb) · Abzweig geradeaus und ehemals nach links · Strecke von rechts (außer Betrieb) |                                            | Highlands                          | Highlands                          |
| Strecke (außer Betrieb) · Tunnelanfang · Strecke (außer Betrieb) |                                            | Hidcote (up: 3227 / down: 4030)    | Hidcote (up: 3227 / down: 4030)    |
| Bahnhof (Strecke außer Betrieb) · Strecke (im Tunnel) · Bahnhof (Strecke außer Betrieb) | 203                                        | Dell / New Dell                    | Dell / New Dell                    |
| Strecke (außer Betrieb) · Strecke (im Tunnel) · Tunnel (Strecke außer Betrieb) |                                            | Beacon Hill (854 m)                | Beacon Hill (854 m)                |
| Strecke (außer Betrieb) · Strecke (im Tunnel) · Bahnhof (Strecke außer Betrieb) | 209                                        | Willbrook                          | Willbrook                          |
| Bahnhof (Strecke außer Betrieb) · Tunnelende · Strecke (außer Betrieb) |                                            | Brynbella                          | Brynbella                          |
| Strecke (außer Betrieb) · ehemaliger Bahnhof · Bahnhof (Strecke außer Betrieb) | 215                                        | Lowlands                           | Lowlands                           |
| Bahnhof (Strecke außer Betrieb) · Strecke von links (außer Betrieb) · Kreuzung geradeaus oben (Querstrecke außer Betrieb) · Strecke nach rechts (außer Betrieb) |                                            | Willow Grange                      | Willow Grange                      |
| Strecke (außer Betrieb) · Bahnhof (Strecke außer Betrieb) · Strecke | 223                                        | New Beacon Hill                    | New Beacon Hill                    |
| Strecke (außer Betrieb) · Strecke (außer Betrieb) · ehemaliger Bahnhof |                                            | Beacon Hill                        | Beacon Hill                        |
| Strecke (außer Betrieb) · Tunnel (Strecke außer Betrieb) · Tunnel |                                            | Beacon Hill                        | Beacon Hill                        |
| Strecke (außer Betrieb) · Bahnhof (Strecke außer Betrieb) · Strecke | 228                                        | New Formosa                        | New Formosa                        |
| Bahnhof (Strecke außer Betrieb) · Strecke nach links (außer Betrieb) · Abzweig geradeaus und ehemals von rechts |                                            | Beacon Hill                        | Beacon Hill                        |
| Strecke (außer Betrieb) · Strecke nach links · Strecke von rechts |                                            |                                    |                                    |
| Strecke nach links (außer Betrieb) · Bahnhof quer (Strecke außer Betrieb) · Strecke quer (außer Betrieb) · Abzweig geradeaus und ehemals von rechts |                                            | Mimosa (Formosa)                   | Mimosa (Formosa)                   |
| Kopfbahnhof Streckenanfang (Strecke außer Betrieb) · Bahnhof | 234                                        | Estcourt                           | 1168 m                             |
| Strecke quer (außer Betrieb) · Strecke nach rechts (außer Betrieb) · Strecke |                                            | nach Weenen 610 mm                 | nach Weenen 610 mm                 |
| Strecke von links (außer Betrieb) · Abzweig ehemals quer und von links · Strecke nach rechts |                                            |                                    |                                    |
| Bahnhof (Strecke außer Betrieb) · Strecke | 242                                        | Willowford                         | Willowford                         |
| Strecke nach links (außer Betrieb) · Kreuzung (Querstrecke außer Betrieb) · Strecke von rechts (außer Betrieb) |                                            |                                    |                                    |
| Abzweig geradeaus und ehemals von links · Strecke nach rechts (außer Betrieb) |                                            |                                    |                                    |
| ehemaliger Bahnhof | 247                                        | Ennersdale                         | Ennersdale                         |
| Abzweig geradeaus und ehemals nach links |                                            | nach Bergville                     | nach Bergville                     |
| ehemaliger Bahnhof | 253                                        | Heavitree                          | Heavitree                          |
| ehemaliger Bahnhof | 258                                        | Frere                              | Frere                              |
| ehemaliger Bahnhof | 261                                        | Grenford                           | Grenford                           |
| ehemaliger Bahnhof | 266                                        | Chieveley                          | Chieveley                          |
| ehemaliger Bahnhof | 273                                        | Naval Hill                         | Naval Hill                         |
| ehemaliger Bahnhof | 278                                        | Colenso                            | Colenso                            |
| ehemaliger Bahnhof | 289                                        | Harts Hill                         | Harts Hill                         |
| ehemaliger Bahnhof | 290                                        | Pieter’s                           | Pieter’s                           |
| Strecke von links (außer Betrieb) · Abzweig geradeaus und ehemals nach rechts |                                            |                                    |                                    |
| Bahnhof (Strecke außer Betrieb) · Tunnel | 295                                        | Nelthorpe                          | Nelthorpe                          |
| Strecke nach links (außer Betrieb) · Abzweig geradeaus und ehemals von rechts |                                            |                                    |                                    |
| ehemaliger Bahnhof | 297                                        | Umbulwana                          | Umbulwana                          |
| Bahnhof | 304                                        | Ladysmith                          | 1005 m                             |
| ehemaliger Bahnhof | 307                                        | Danskraal Daimana                  | Danskraal Daimana                  |
| Abzweig geradeaus und nach links |                                            | nach Bethlehem                     | nach Bethlehem                     |
| ehemaliger Bahnhof | 314                                        | Pepworth                           | Pepworth                           |
| ehemaliger Bahnhof | 325                                        | Matiwane                           | Matiwane                           |
| ehemaliger Bahnhof | 331                                        | Elandslaagte                       | Elandslaagte                       |
| ehemaliger Bahnhof | 338                                        | Maduna                             | Maduna                             |
| ehemaliger Bahnhof | 343                                        | Wesselnek                          | Wesselnek                          |
| ehemaliger Bahnhof | 352                                        | Wasbank                            | Wasbank                            |
| ehemaliger Bahnhof | 360                                        | Uithoek                            | Uithoek                            |
| ehemaliger Bahnhof | 366                                        | Wallsend                           | Wallsend                           |
| ehemaliger Bahnhof | 371                                        | Glencoe Biggarsberg Summit         | 1371 m                             |
| Abzweig geradeaus und nach rechts |                                            | nach Dundee                        | nach Dundee                        |
| ehemaliger Bahnhof | 384                                        | Hattingsspruit                     | Hattingsspruit                     |
| ehemaliger Bahnhof | 395                                        | Dannhauser                         | Dannhauser                         |
| ehemaliger Bahnhof | 403                                        | Milnedale                          | Milnedale                          |
| ehemaliger Bahnhof | 409                                        | Alcockspruit                       | Alcockspruit                       |
| ehemaliger Bahnhof | 414                                        | Ballengeich                        | Ballengeich                        |
| ehemaliger Bahnhof | 417                                        | Rooipunt                           | Rooipunt                           |
| Abzweig geradeaus und von rechts |                                            | von Utrecht                        | von Utrecht                        |
| ehemaliger Bahnhof |                                            | Ngagane                            | Ngagane                            |
| Bahnhof | 432                                        | Newcastle                          | 1186 m                             |
| ehemaliger Bahnhof | 443                                        | Signal Hill                        | Signal Hill                        |
| ehemaliger Bahnhof | 448                                        | Wycom                              | Wycom                              |
| ehemaliger Bahnhof | 456                                        | Clontarf                           | Clontarf                           |
| Strecke von links (außer Betrieb) · Abzweig geradeaus und ehemals nach rechts |                                            |                                    |                                    |
| Strecke (außer Betrieb) · ehemaliger Bahnhof |                                            | Ingogo                             | Ingogo                             |
| Bahnhof (Strecke außer Betrieb) · Strecke | 456                                        | Ingogo                             | Ingogo                             |
| Strecke (außer Betrieb) · ehemaliger Bahnhof |                                            | Glen Harte                         | Glen Harte                         |
| Strecke (außer Betrieb) · Tunnel |                                            | (1850 m)                           | (1850 m)                           |
| Bahnhof (Strecke außer Betrieb) · Strecke | 464                                        | Boscobello                         | Boscobello                         |
| Bahnhof (Strecke außer Betrieb) · Strecke | 466                                        | Inkwelo                            | Inkwelo                            |
| Strecke (außer Betrieb) · ehemaliger Bahnhof |                                            | Mount Prospect                     | Mount Prospect                     |
| Bahnhof (Strecke außer Betrieb) · Strecke | 475                                        | Mount Prospect                     | Mount Prospect                     |
| Strecke (außer Betrieb) · ehemaliger Bahnhof | 480                                        | Majuba                             | Majuba                             |
| Tunnel (Strecke außer Betrieb) · Tunnel |                                            | Langs Nek (alt: 675 m, neu:1050 m) | Langs Nek (alt: 675 m, neu:1050 m) |
| Strecke nach links (außer Betrieb) · Abzweig geradeaus und ehemals von rechts |                                            |                                    |                                    |
| ehemaliger Bahnhof | 485                                        | Langsnek                           | Langsnek                           |
| Abzweig ehemals geradeaus und nach links · Strecke von rechts |                                            |                                    |                                    |
| Strecke (außer Betrieb) · Bahnhof (Strecke außer Betrieb) |                                            | Clavis                             | Clavis                             |
| Bahnhof (Strecke außer Betrieb) · Strecke | 490                                        | Charlestown                        | Charlestown                        |
| Strecke |                                            |                                    |                                    |
| ehemaliger Bahnhof · Strecke | 495                                        | Volksrust                          | 1656 m                             |
| Abzweig geradeaus und ehemals nach rechts · Strecke |                                            | nach Bethal                        | nach Bethal                        |
| Abzweig geradeaus und von links · Strecke nach rechts |                                            |                                    |                                    |
| Dienststation / Betriebs- oder Güterbahnhof |                                            | Vooruitsig                         | Vooruitsig                         |
| Strecke |                                            | nach Johannesburg                  | nach Johannesburg                  |
| |                                            |                                    |                                    |
| Quellen: |                                            |                                    |                                    |

Die Natal Main Line, deutsch „Natal-Hauptstrecke“ ist eine Eisenbahnstrecke in Südafrika, welche Durban mit Volksrust verbindet und Teil der Bahnverbindung Durban–Johannesburg ist. Manchmal wird der Begriff Natal Main Line für die ganze Strecke bis Johannesburg gebraucht oder es wird der letzte Bahnhof in der ehemaligen britischen Kolonie Natal Charlestown als Endbahnhof der Strecke genannt. Weiter wird oft der Streckenast von Ladysmith nach Harrisimth im ehemaligen Oranje-Freistaat dazu gezählt.
Die Strecke wurde von der Natal Government Railways gebaut und 1891 durchgehend eröffnet. Einige Gebirgsbahnabschnitte der Strecke wurden teilweise mehrmals neu trassiert. Die Natal Main Line wurde 1937 durchgehen auf elektrischen Betrieb umgestellt und galt damals als längste elektrisch betriebene Eisenbahn im britischen Kolonialreich.

## Geschichte

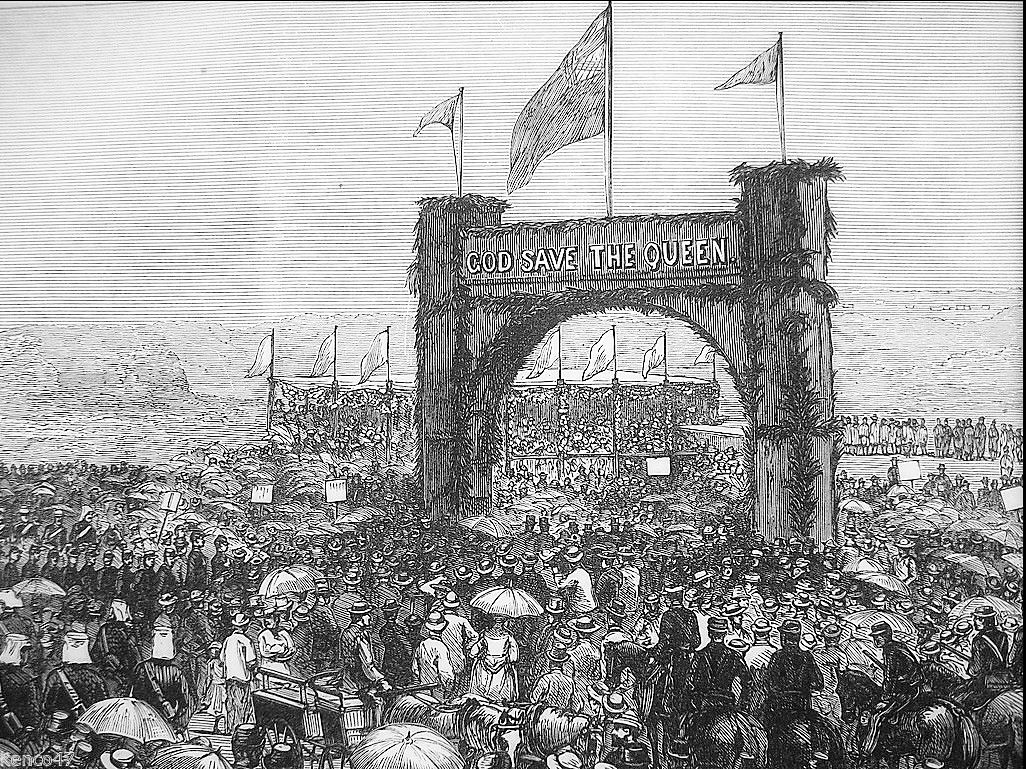
Kupferstich der Eröffnungszeremonie von der Natal Government Railways im Jahre 1877

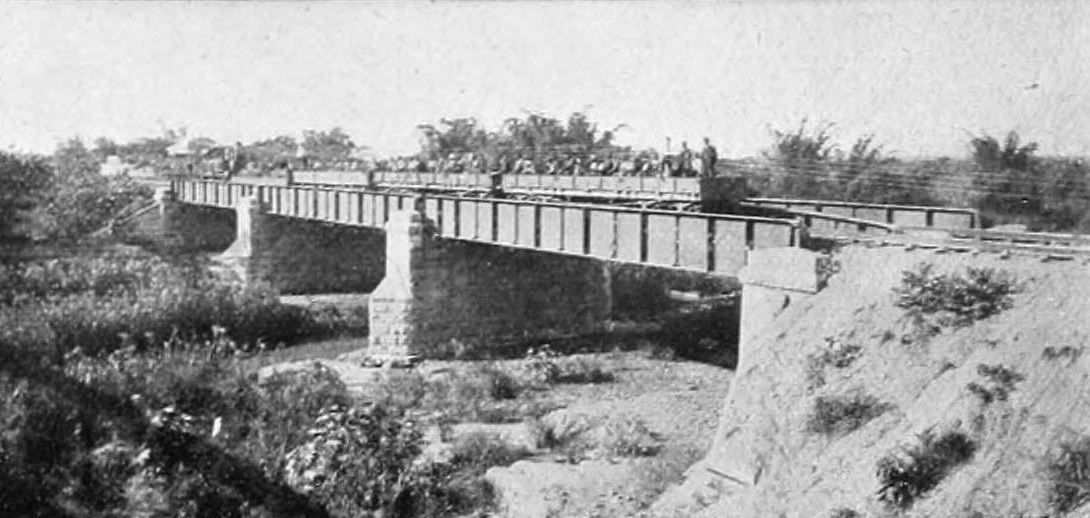
Brücke über den Umbilo bei Durban

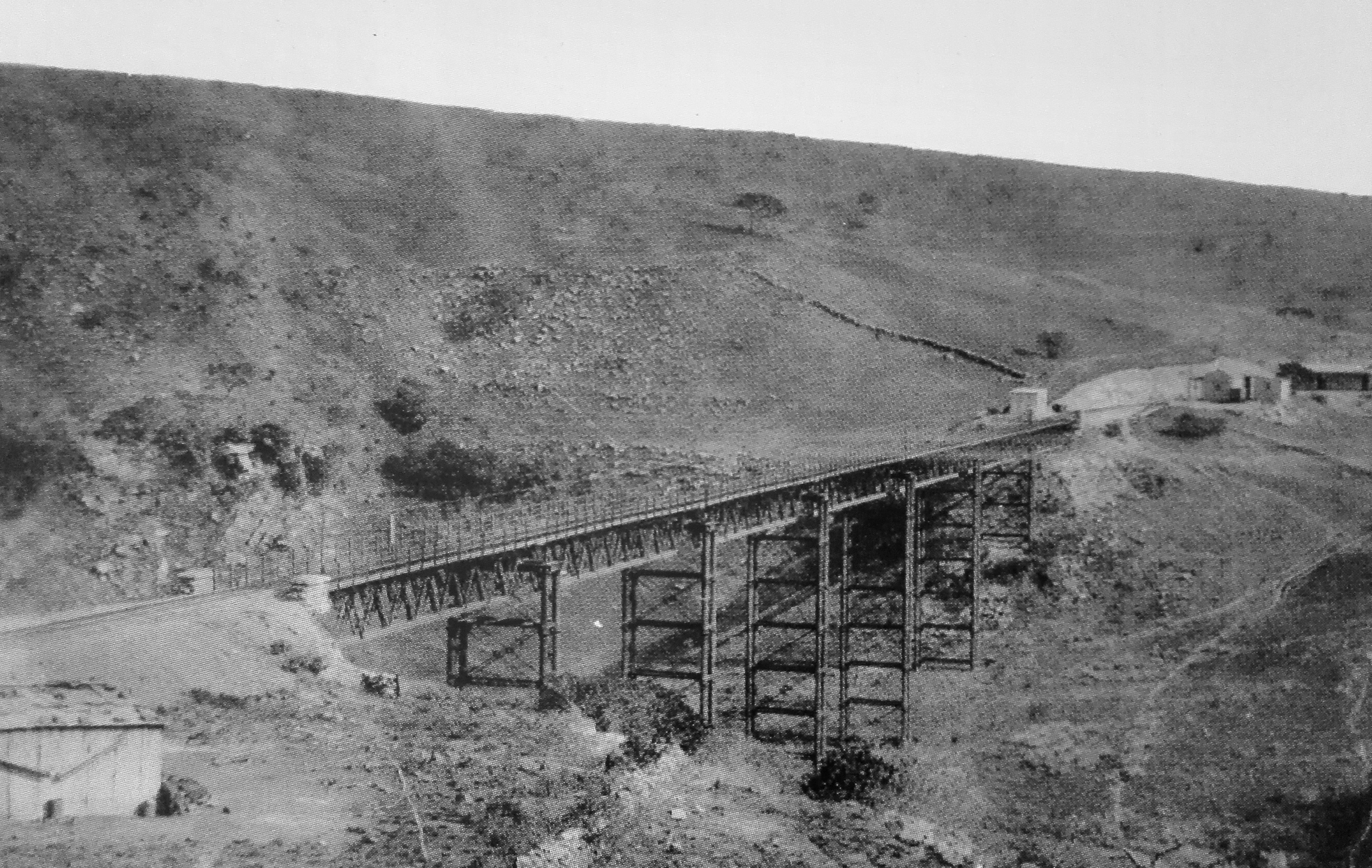
Trestle-Brücke vor Wallacetown

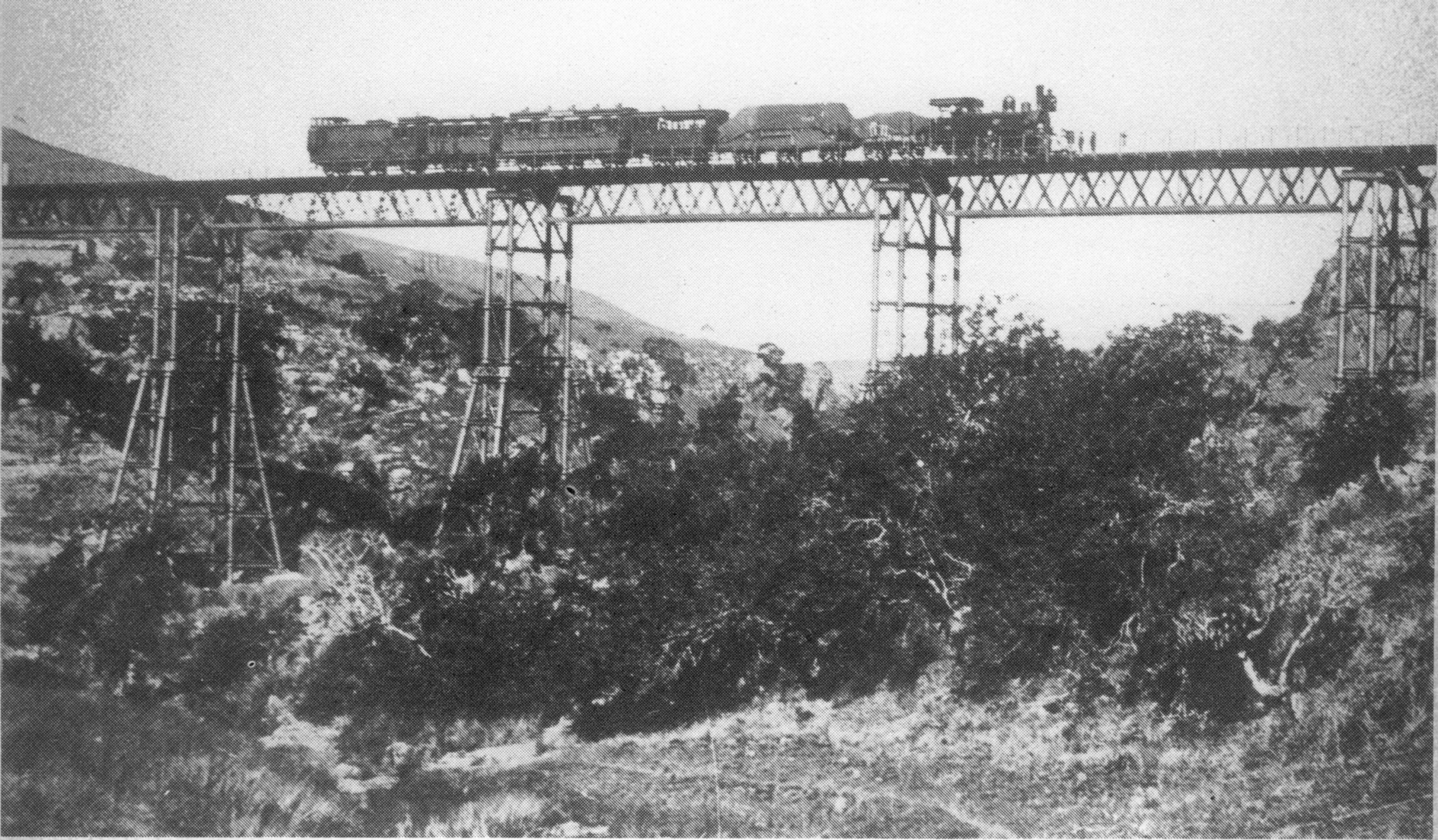
Inchanga-Viadukt mit Zug ungefähr 1880

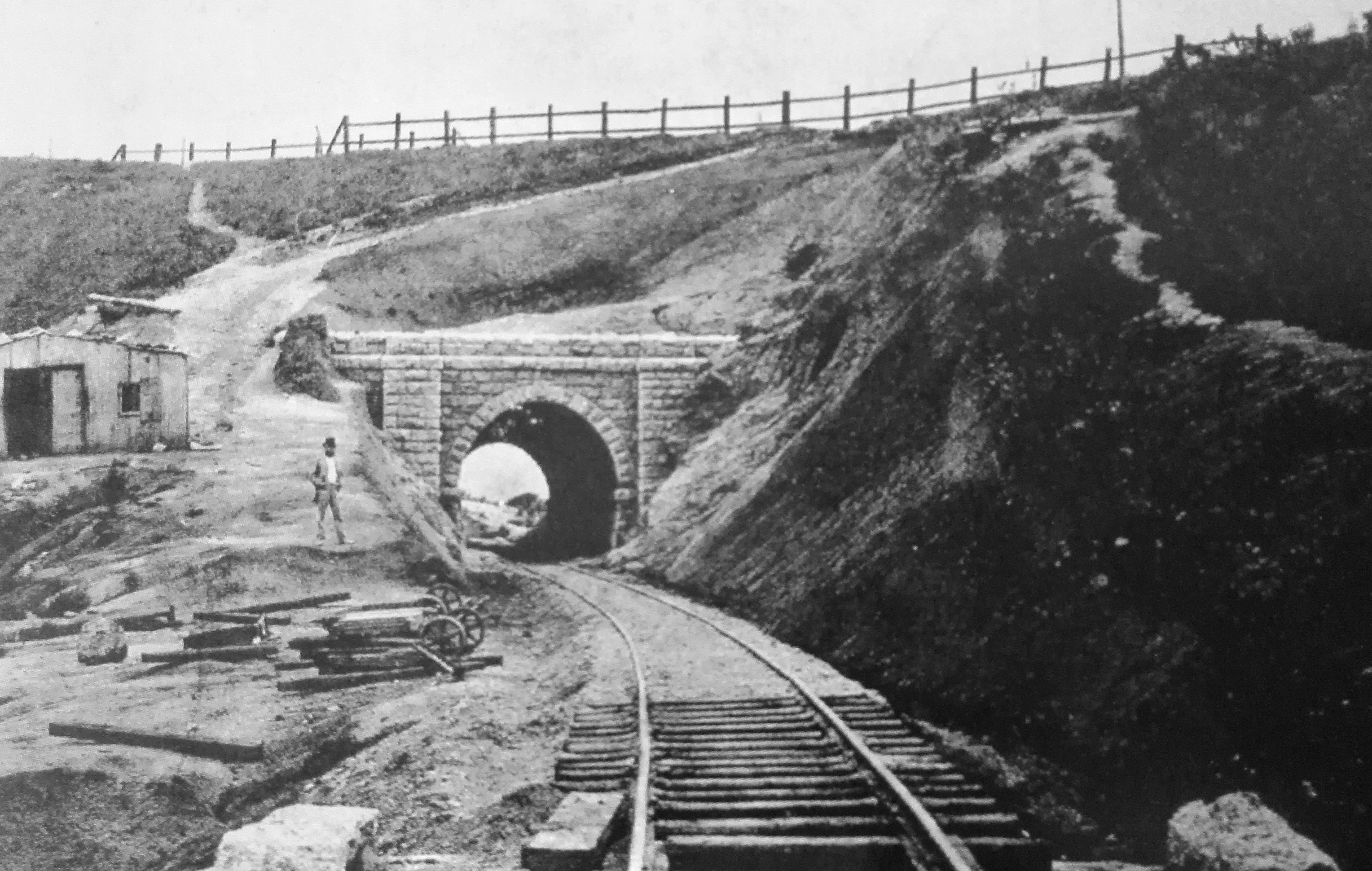
Drummond Tunnel, einer der ersten Eisenbahntunnel in Südafrika

1875 wurde das Natal Government Railway Gesetz verabschiedet, das die NGR gründete und den Bau einer Eisenbahnstrecke von Durban nach Pietermaritzburg, sowie von zwei Zweiglinien nach Verulam und Isipingo beschloss. Aufgrund des schwierigen Geländes, durch das die Strecke ins Landesinnere führen sollte, wurde entschieden, die Strecken in Kapspur zu bauen, deren Spurweite 1067 mm beträgt. Weiter wurde festgelegt, dass 21 Fuß lange Schienen mit einem Gewicht von 40 lbs pro Yard zu verwenden sind, die auf mindestens 2000 mit Kreosot behandelten Schwellen pro Meile zu verlegen sind. Der minimale Kurvenradius wurde auf 300 Fuß festgelegt, die maximale Steigung auf 1:30. In metrischen Einheiten ergibt das einen Oberbau auf 6,4 m langen 20 kg/m-Schienen mit 1240 Schwellen pro Kilometer auf einer Trasse mit minimalem Kurvenradius von 90 m und Steigungen nicht größer 33 ‰. Für die Strecke nach Pietermaritzburg wurde mit Kosten von 606.749 Pfund oder umgerechnet 7778 Pfund pro Meile gerechnet.
Der Bahnbau begann 1876 in Durban. Die Strecke erreichte 1880 Pietermaritzburg, 1886 Ladysmith und 1891 Charlestown an der Grenze der Kolonie zur Transvaal-Republik. 1896 konnte der durchgehende Betrieb bis Johannesburg eröffnet werden.

### Durban–Pietermaritzburg
Der Bau der Bahn nach Pietermaritzburg begann offiziell am Neujahrstag vom Jahr 1876 mit dem Spatenstich durch Sir Henry Bulwer, dem damaligen Vizegouverneur der Kolonie Natal, wenngleich die Werkverträge mit den Bauunternehmern Wythes & Jackson, die schon am Bau der Great Indian Peninsula Railway beteiligt waren, erst im Februar unterschrieben wurden. Am 1. April desselben Jahres kamen die ersten 100 Bahnbauarbeiter aus Mauritius in Durban an. Die Baufirma war verpflichtet, mindestens zwei Drittel der Belegschaft außerhalb der Kolonie zu rekrutieren, um zu verhindern, dass die Landwirtschaft unter dem Bahnbau leidet. Ende Juni 1876 waren die Erdarbeiten für vier Meilen Trasse fertig und die Fundierungsarbeiten für die Brücke über den Umbilo ausgeführt. Gleichzeitig wurden mit den Bauarbeiten in Pietermaritzburg begonnen, wo vom zukünftigen Endbahnhof am Fuße des Camp Hills bis zur zukünftigen Brücke über den Umsindusi begonnen wurde.
Am 1. Januar 1877 übernahm die NGR die Natal Railway, die ab 1860 eine normalspurige Bahnstrecke zwischen Point beim Hafen und dem Stadtzentrum von Durban betrieb. Entlang der bestehenden Strecke wurde ein neues Gleisbett für die Kapspurstrecke verlegt, das im Februar 1877 fertiggestellt wurde und auf dem schon bald die ersten Lokomotiven der Baufirmen verkehrten.
Im Februar 1878 war die Brücke über den Umbilo River bei Pinetown fertig gestellt und in Durban wurde der Güterverkehr auf dem Kapspur-Trasse entlang der Normalspurstrecke der ehemaligen Natal Railway von Point zur Market Square Station aufgenommen, der Personenverkehr verblieb noch bis im Mai auf der Normalspurstrecke. Im September wurde der Betrieb bis Pinetown mit vorerst zwei Zugspaaren aufgenommen, denen nach Reklamationen der Bevölkerung bald ein drittes folgte.
Mit Beginn des Zulukrieges im Januar 1879 hatten die Militärtransporte Vorrang auf der Bahn, so dass nur noch wenig Material zu den Baustellen gelangte. Trotzdem konnte die Strecke im März bis Botha's Hill dem Betrieb übergeben werden, bis Juni wurden nur Reisende der 1.- und 2.-Klasse, sowie Militärgüter transportiert. Erst dann wurde die Bahn für Wolle, Häute und Kolonialwaren freigegeben.
Die Erdarbeiten zwischen Botha Hill und Inchanga waren schwierig, zumal es an geeigneten Steinbrüchen fehlte. Es wurde deshalb beschlossen die größeren Brücken nicht in Mauerwerk, sondern als Stahlfachwerkbrücken auszuführen. Von den neun zu bauenden Brücken war die größte eine sieben-feldrige 27 m hohe und 173 m lange Trestle-Brücke vor dem Bahnhof Wallacetown. Um weitere Verspätungen beim Verlegen der Gleise nach Pietermaritzburg zu vermeiden, transportierten die Bauunternehmen die Schienen und eine kleine Lokomotive über die Hauptstraße zur Baustelle bei Camperdown. Am 1. Oktober 1880 wurde Camperdown, am 21. Oktober der Rangierbahnhof von Pietermaritzburg erreicht. Die offizielle Eröffnung war für den 15. November vorgesehen, konnte aber nicht wie vorgesehen stattfinden, weil anfangs Monats Regen einsetzte, der wegen Setzungen und Auswaschungen mehrere Entgleisungen verursachte. Die Strecke musste erst repariert werden, bevor sie am 1. Dezember offiziell eröffnet wurde.
Nach der Eröffnung der Strecke nach Pietermaritzburg brachte die Baufirma Wythes & Jackson im Juli 1881 aus verschiedenen Gründen eine Nachforderung über etwa ein Viertel des gesamten Auftragvolumens auf. Die wichtigsten Punkte waren der Mangel an Arbeitskräften, um den sich die Regierung von Natal nicht gekümmert hätte, das durch die Regierung zu spät zur Verfügung gestellte Land für den Bahnbau und Mehraufwendungen beim Brückenbau auf Grund von Forderungen des den Bau überwachenden Ingenieurs. Den Nachforderungen der Baufirma stellte die Regierung gegenüber, dass die Bahn acht Monate zu spät fertiggestellt worden sei und an vielen Orten der Schotter von minderer Qualität schon nach wenigen Betriebsjahren hätte ausgewechselt werden müssen. Die Schuld für diese Nachforderungen wurde dem Crown Agent zugeschoben, dem Vertreter der britischen Monarchie, welcher die Auftragsvergabe und Abwicklung hätte überwachen sollen. Ein Schiedsgericht entschied 1884, dass nur ein kleiner Teil der Forderungen des Bauunternehmens entgegenkommen werden muss, namentlich eine Entschädigung für das zu spät zur Verfügung gestellte Land und die zu spät auf Kapspur umgebaute Natal Railway.
Mitte 1883 wurden schwere strukturelle Mängel an den Brücken bei Inchanga festgestellt, weil teilweise die Fundierungen der Pfeiler abgerutscht waren. Beim Inchanga-Viadukt kam es zu Vibrationen durch den Wind und durch Querkräfte, die von den Bögen in der Zufahrt zum Viadukt herrührten. Bei starken Winden wurden die Reisezüge angehalten, so dass die Passagiere aussteigen konnten und der leere Zug alleine über die Brücke fahren konnte. Die Passagiere folgten dem leeren Zug zu Fuß über die Brücke.

### Pietermaritzburg–Ladysmith
Wenngleich der Bau der Bahn nach Pietermaritzburg eine große Herausforderung für die Kolonie war und sie zeitweise nahe an den finanziellen Abgrund brachte, sollte die Strecke weiter nach Ladysmith verlängert werden, wo die Handelsrouten von Transvaal und vom Oranje-Freistaat in Richtung Durban zusammenkommen. Außerdem sollte ein Transportweg zum Hafen für die Kohlevorkommen im Landesinneren bereitgestellt werden. Der Bahnbau sollte helfen, die Warenströme über den Hafen Durban zu leiten und sollte anderen Projekten zur Erschließung der Region von Johannesburg zuvorkommen, im Besonderen der Bahnstrecke durch den Oranje-Freistaat nach Kapstadt und der Delagoa-Bahn nach Lourenço Marques, dem heutigen Maputo in Mosambik. Der Bauvertrag wurde im April 1882 mit dem Unternehmer James Perry unterzeichnet. Am 1. Juli 1884 konnte die Strecke bis Howick, am 21. Dezember 1885 bis Estcourt und am 21. Juni 1886 bis Ladysmith eröffnet werden.

### Ladysmith–Volksrust / Harrismith
Die Verlängerung über Ladysmith hinaus ließ auf sich warten. Oranje-Freistaat, Transvaal und Natal mussten zuerst klären, wie Waren von und für die Staaten im Landesinneren zolltechnisch zu behandeln sind, wenn sie durch Natal über den Hafen Durban transportiert werden. Im Besonderen wollte der Oranje-Freistaat einen Teil der in Durban erhobenen Abgaben haben. Andererseits sollten endlich die Kohlevorkommen bei Glencoe mit der Bahn erschlossen werden, damit diese Kohle für die Befeuerung der eigenen Lokomotiven verwendet werden konnte, aber auch für die Bekohlung der Schiffe im Hafen von Durban genutzt werden konnte. Außerdem drängte die Zeit für Natal, wenn die Kolonie an den Warenströmen Anteil haben wollte, die durch den wirtschaftlichen Aufschwung Johannesburgs nach der Entdeckung von Gold im Jahre 1886 ausgelöst wurden. Bereits bei der bestehenden Strecke war eine merkliche Zunahme des Transportvolumen verspürbar, welche den anfänglich defizitären Bahnbetrieb in die schwarzen Zahlen brachte.
Nach längeren politischen Diskussionen und nachdem sich die Wirtschaft von einer Krise erholt hatte, wurde 1888 die Fortsetzung des Bahnbaus von Ladysmith sowohl zum Van Reenen’s Pass an der Grenze zum Oranje-Freistaat als auch in Richtung Grenze zu Transvaal beschlossen. Anders als bei den vorhergehenden Abschnitten wurden die Arbeiten nicht an einen Generalunternehmer vergeben, sondern in einzelnen Abschnitten an kleinere Unternehmen vergeben.
Der Bahnbau zur Erschließung der Kohlegrube bei Elandslaagte wurde bereits 1887 bewilligt. Noch im selben Jahr begann der Bahnbau, so dass die Strecke bereits ab Juli 1888 für den Kohletransport genutzt werden konnte. Im September 1889 wurde Glencoe erreicht und im März 1890 war die Stichstrecke nach Dundee fertig. Ab November 1890 verkehrten die Züge bis Newcastle und im April 1891 wurde Charlestown (Kwazulu-Natal) erreicht. Im Oktober desselben Jahres konnte der 675 m lange Tunnel am Langs Nek in Betrieb genommen werden, der zwei provisorisch gebaute Spitzkehren unnötig machte.
Der Bau in Richtung Van Reenen’s Pass begann im November 1889; im August 1891 wurde Van Reenen erreicht; am 13. Juli 1892 wurde Harrismith erreicht.

### Fortsetzung nach Johannesburg
Die Eisenbahn in Natal sollte einen Anschluss nach Johannesburg schaffen, um die Verkehrsströme von den Goldfeldern über Durban leiten zu können. Gleichzeitig setzte aber Transvaal alles daran, dass die eigene Delagoa-Bahn vor den anderen Bahnlinien von dem Raum Johannesburg an die Küste fertiggestellt werden sollte. Wegen Geldmangel von Transvaal gelang dies nicht, so dass als erste Verbindung zu einem Seehafen die Strecke nach Kapstadt im September 1892 in Betrieb ging und die Delagoa-Bahn im Jahre 1895 und erst ein Jahr später am 2. Januar 1886 die Verlängerung der Natal Main Line über Volksrust hinaus bis Johannesburg in Betrieb gehen konnte. Die Strecke wurde bis Volksrust von der Natal Government Railway gebaut, die restliche Strecke über Standerton und Heidelberg in den Raum Johannesburg von der Nederlandsch-Zuid-Afrikaansche Spoorwegmaatschappij (NZASM). Die Strecke aus Natal mündet bei Elsburg in die Strecke der Cape Government Railway (CGR) von Cape Town zur Johannesburg Park Station ein.
Bei der Eröffnung der direkten Verbindung Durban–Johannesburg benötigten die Züge für die 776 km lange Strecke 27 Stunden und 45 Minuten. Auf den alten Abschnitten mit 20-kg/m-Schienen durften die Züge mit 24 km/h verkehren, auf denen mit 22-kg/m- oder 30-kg/m-Schienen durften Güterzüge 30 km/h und Reisezüge 37 km/h fahren.

### Ausbau der Strecke
Die ursprünglich 489 km lange Strecke von Durban nach Charlestown aus dem Jahre 1886 wies auf 346 km Länge Neigungen von 17 bis 25 ‰ und auf 64 km Länge Neigungen bis 33 ‰ auf. Mit den in den steilsten Stücken angeordneten 91-m-Bögen ergab sich ein Fahrwiderstand, der einer Neigung von 41 ‰ in einem geraden Streckenstück entsprach.
Anfang des 20. Jahrhunderts stieg der Verkehr so stark an, dass nach einer gänzlich neuen Streckenführung zwischen Biggarsberg und Durban gesucht wurde, die mit 152-m-Bögen und 20 ‰ auskommen sollte. Es wurden zwischen Durban und Wesselnek zwei Varianten einer Neutrassierung mit mehreren Kunstbauten etwa 50 km nordöstlich der bestehenden Strecke ausgearbeitet, die 1903 wieder verworfen wurden. Stattdessen wurde bis in die 1920er Jahre die bestehende Strecke auf den neuen Standard ausgebaut und an der ganzen Natal Main Line zusätzliche Kreuzungsbahnhöfe gebaut.
Die alte Streckenführung, die fast keine Kunstbauten aufwies, dafür enge Radien und starke Steigungen, wurde nach und nach durch eine neue Streckenführung mit Tunneln und Brücken ersetzt, welche mit größeren Radien und geringeren Neigungen angelegt werden konnte.
1879 wurde auf der Strecke das Staff and Ticket System eingeführt. Ab 1897 wurde schrittweise der Webb & Thompson Electric Train Staff eingeführt, bis die Strecke 1903 durchgehend mit diesem System ausgerüstet war.
Die Chronologie des Streckenausbaus zeigt die folgende Tabelle.
| Arbeiten | Abschluss         | Bemerkung |
| --- | ----------------- | --- |
| Beseitigung des Inchanga-Viaduktes und neuer Bahnhof Inchanga | 24. April 1892    | erste Streckenverlegung |
| Doppelspur Durban–Umbilo | 25. Juni 1899     | erster Doppelspurausbau |
| Doppelspur Umbilo–South Coast Junction mit neuer Brücke über den Umbilo River | 26. März 1900     | |
| Kriegsschäden des ersten Burenkrieges beseitigt | 18. Juni 1900     | Die Natal Government Railway war ab dem 11. Oktober 1899 von den Kampfhandlungen betroffen. |
| Ersatz des Oberbaus der ganzen Strecke mit 39 kg/m-Schienen, Verstärkung von Brücken | 8. Dezember 1901  | |
| Fünf zusätzliche Kreuzungsstationen zwischen Estcourt und Mooi River | 1902              | |
| Neue Streckenführungen bei Harts Hill, Willowford und Frere | 1905              | |
| Neue Streckenführung zwischen Umsindusi und Pietermaritzburg | 8. Juli 1906      | |
| Neue Streckenführung South Coast Junction–Sea View zur Umgehung der Jacob’s Ladder | 21. April 1907    | |
| Neue Streckenführung Sea View–Bellair | 5. Januar 1908    | |
| Neue Streckenführung Padley–Hillcrest | 9. Dezember 1906  | erste Verbesserung der Streckenführung für Verkehr in Richtung Durban |
| Mooi River–Estcourt Deviation Neuer Streckenführung mit zwei Tunnel. | 7. September 1914 | Erster Ausbau unter South African Railways. Die Neigung wird auf diesem Abschnitt von 33 ‰ auf 15 ‰ hinuntergesetzt |
| Town Hill Deviation Neue Streckenführung Pietermaritzburg–Cedara mit zwei 180°-Kehrschleifen                                                                                             | 6. Dezember 1916  | |
| Umlaas Road–Pentrich Deviation | 11. Mai 1919      | Die 31 km lange Streckenverlegung setzt den höchsten Punkt zwischen Durban und Pietermaritzburg von 931 m über Meer auf 800 m hinunter.                                                                                                   |
| Doppelspur Umlaas Road–Cato Ridge | 1. Juli 1917      | |
| Booth–Cato Ridge Deviation mit zehn Tunnel und einer Brücke | Ende 1921         | Mit einer Länge von 64 km die größte Streckenverlegung Durchgehende 15 ‰ Steigung |
| Cedara–Nottingham Road Deviation mit zwei kurzen Tunneln | 2. März 1924      | |
| Van Reenen's Pass-Strecke: Ersatz der drei Spitzkehre durch eine Kehrschleife und einen Kehrtunnel am                                                                                    | 18. Mai 1925      | |
| Freigabe des Cedara-Tunnels | 28. März 1960     | Der Betrieb auf dem 1916 eröffneten Streckenabschnitt Town Hill-Deviation wird wegen Erdrutschen aufgegeben |
| Neuer doppelspuriger Streckenabschnitt Umlaas Road–Pentrich mit fünf Tunnel und einem 273 m langen Viadukt über den Mkondeni-Fluss und einer 375 m langen Brücke über den Mpushini-Fluss | 1965              | Verkürzung der Strecke um 10,38 km. Landeinwärts beträgt die maximale zwischen Durban und Pietermaritzburg 15 ‰, in der Gegenrichtung 5,7 ‰. Minimaler Kurvenradius: 219 m. Die Umlaas Road–Pentrich Deviation von 1916 wird geschlossen. |

### Elektrifizierung

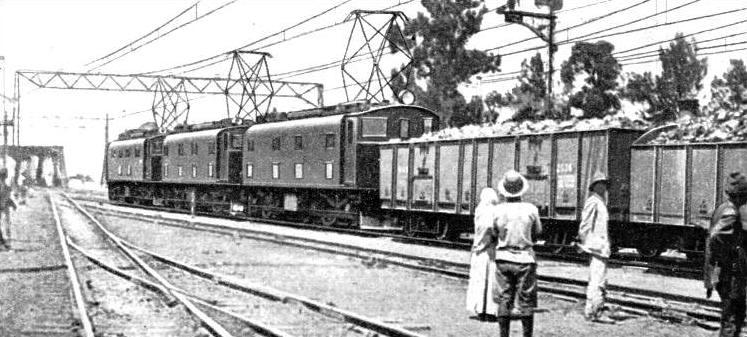
Kohlenzug mit drei Elektrolokomotiven der SAR-Klasse 1E an der Spitze, ungefähr 1930

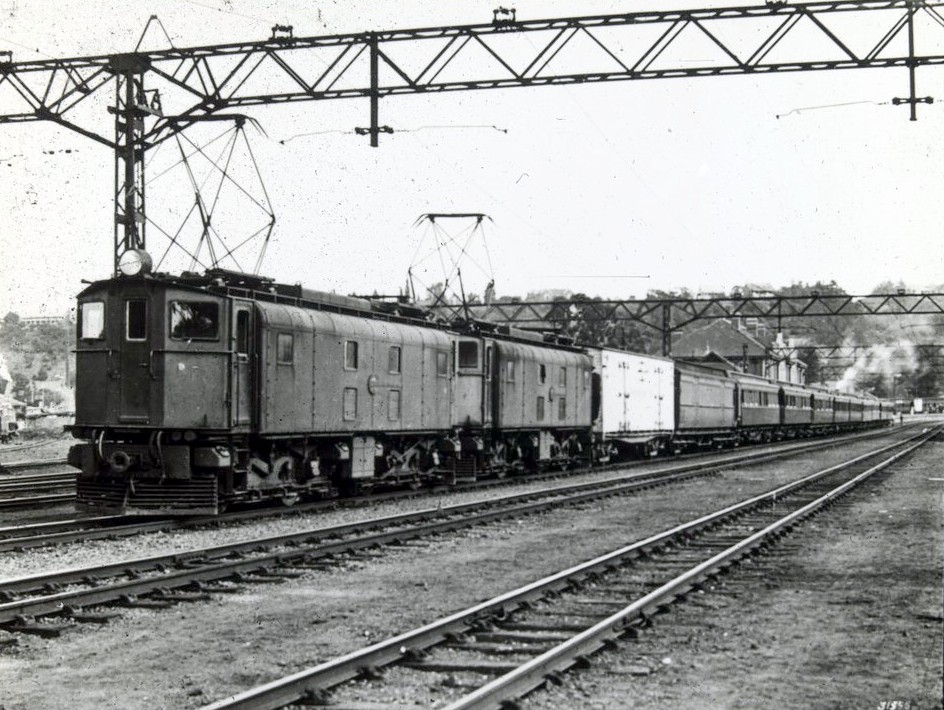
Schnellzug mit zwei 1E-Elektrolokomotiven

Für den Transport der Kohle von Glencoe zum Hafen von Durban war die Steigung bei Mooi River ein großes Hindernis. Die Anhängelast auf dem Streckenabschnitt Ladysmith–Mooi River war beim Dampfbetrieb auf 820 t beschränkt. Ein Kohlenzug von Glencoe nach Pietermaritzburg benötigte 16,5 Stunden. Um die Kapazität der Strecke zu erhöhen, wurde 1921 beschlossen, diese mit 3.000 V Gleichstrom zu elektrifizieren und 78 Lokomotiven der Baureihe 1E bei Metropolitan-Vickers in Manchester zu beschaffen, die sowohl für Güter- als auch für Personenzüge eingesetzt werden konnten. Sie waren für Mehrfachtraktion ausgerüstet und verfügten über eine elektrische Bremse.
Für die Stromversorgung wurde das kohlebefeuerte Kraftwerk Colenso gebaut. Die Energie wurde mit zwei 88-kV-Hochspannungsleitungen zu den 12 Umformerstationen entlang der Strecke verteilt.
Im Oktober 1924 wurde als erster Abschnitt Chieveley–Ladysmith unter Spannung gesetzt, der im Dezember des gleichen Jahres bis Estcourt verlängert wurde. Ab Januar 1925 verkehrten 1430-t-Züge mit drei Lokomotiven an der Spitze. Im Mai 1925 erreichte der elektrische Betrieb Mooi River und im Juli wurde von Ladysmith nach Glencoe verlängert, im Oktober bis Nottingham Road und im April 1926 bis Pietermaritzburg. Im Juni 1926 verkehrten die ersten elektrisch geführten Reisezüge, zuvor wurden nur Güterzüge mit Elektrolokomotiven bespannt. Mit elektrischer Traktion benötigte ein Güterzug von Glencoe nach Pietermaritzburg nur noch 10,25 Stunden und der Fahrpersonalbestand für diesen Abschnitt konnte von 300 auf 170 Mann herabgesetzt werden. Mit der Einführung des elektrischen Betriebes kam es am Anfang zu Schienenbrüchen, so dass ab 1929 der Oberbau verstärkt wurde. Es wurden Schienen mit einem Gewicht von 42 kg/m verlegt, die Achslasten von 22 t zuließen.
1932 wurde die Elektrifizierung über Pietermaritzburg hinaus bis Cato Ridge verlängert. Um Geld zu sparen, wurden die Oberleitungsmasten aus alten Schienen hergestellt. Ende 1936 wurde der elektrische Betrieb auf dem Abschnitt Durban–Cato Ridge offiziell eröffnet und im Oktober 1937 der verbleibende Abschnitt Glencoe–Volksrust, so dass die ganze Natal Main Line elektrifiziert war.

## Streckenbeschreibung

### Durban–Pietermaritzburg

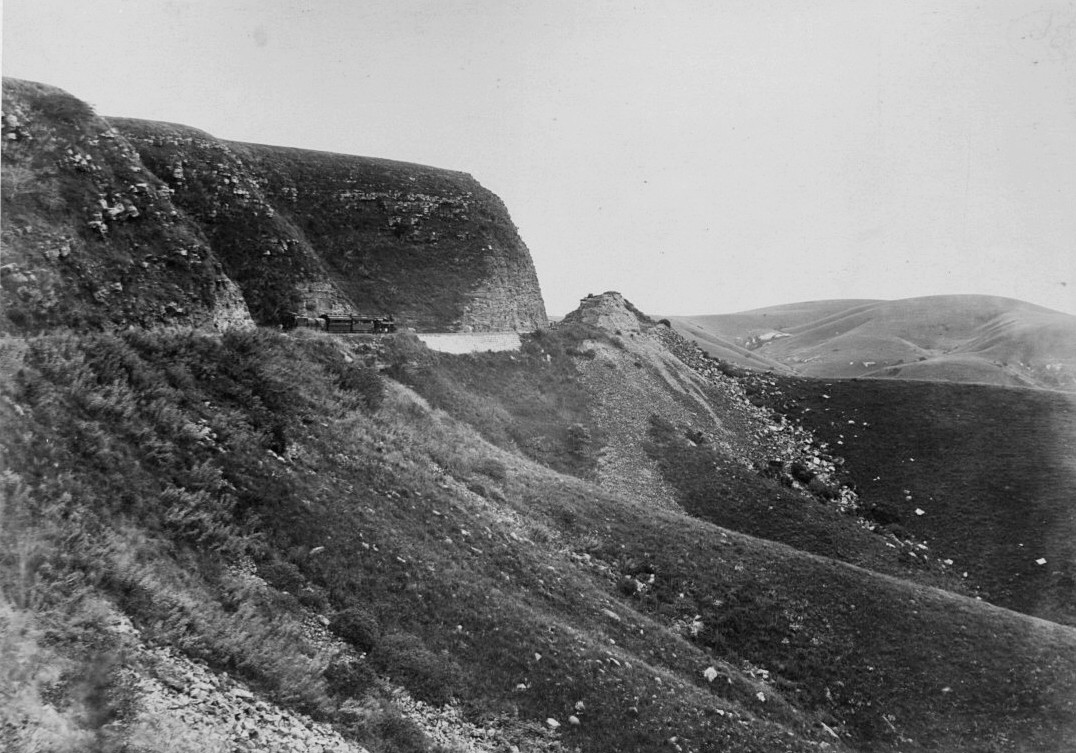
Die alte Bahnstrecke zwischen Durban und Pietermaritzburg im schwierigen Gelände bei Bothas Hill.

Vom Stadtzentrum von Durban führt die Strecke zuerst ohne Steigung parallel zur Küste und überquert den Umbilo River. Nach Booth, wo die Strecke nach Süden in Richtung Port Shepstone abzweigt, schwenkt die Natal Main Line in Richtung Landesinneres, wo sich die ursprüngliche Streckenführung von 1878 von der 1936 in Betrieb genommenen teilt und erst in Cato Ridge auf 755 m wieder mit dieser zusammentrifft.
Die neue Strecken, führt mit einer Steigung von 15 ‰ entlang dem Mhlatuzana River und weist mehreren Tunnel auf, die längsten sind je ungefähr einen Kilometer lang und weisen für jedes Gleis der Doppelspur eine eigene Röhre auf. Die alte Strecke über Pinetown beginnt mit 33 ‰ zu steigen und erklimmt mit dem Jacob’s Ladder (deutsch: „Jakobs-Leiter“) genannten Abschnitt Bellair. In Pinetown endet die Fahrleitung, der Rest der Strecke bis Cato Ridge wird zwischen Kloof und Inchanga nur noch von den Zügen der Museumsbahn Umgeni Steam Railways befahren. Während die neue Strecke kontinuierlich ansteigt, weist die alte Strecke beträchtliche Gegensteigungen auf. Die  Linienführung verläuft zum Teil in exponierter Lage entlang steiler Felswände mit Aussicht auf das Valley of a Thousand Hills (deutsch: „Tal der 1000 Hügel“). Kurz nach Botha’s Hill führt die Strecke durch den einzigen Tunnel dieses Abschnittes, den 53 m langen Drummond Tunnel.
Nach Umlaas Road erreicht die seit 1965 genutzte Streckenführung der Natal Main Line den höchsten Punkt zwischen Durban und Pietermaritzburg auf 800 m. Es folgt ein kunstbautenreicher Abschnitt bis Pietermaritzburg, auf dem sich fünf Tunnel und der 375 m lange Mpushini Viadukt befindet.
Die alte Streckenführung von 1880 führte über Thornville und erreichte eine Höhe von 931 m über Meer. Das Teilstück zwischen Umlaas Road und Thornville wurde 1988 eingestellt und abgebaut. Die 1919 eröffnete Streckenführung führte ungefähr entlang der heutigen Streckenführung und wurde mit deren Eröffnung eingestellt.

### Pietermaritzburg–Ladysmith
Die Strecke führt in westlicher Richtung aus Pietermaritzburg hinaus und steigt mit einer doppelten Kehrschleife steil den Hang an um das südliche Portal des 1960 eröffneten 6 km langen Cedara-Tunnels zu erreichen, der bei seiner Eröffnung der längste Eisenbahntunnel in Südafrika war und erst 1989 eröffneten vom Hex-River-Tunnel übertroffen wurde. Vom Nordportal bei Cedara führt die Strecke durch einfacheres Gelände bis Mooi River, wo sie mit einem 4 km langen Tunnel den Hidcote Beacon unterquert, bevor sie Estcourt erreicht und weiter nach Ladysmith führt.
Im Abschnitt zwischen Pietermaritzburg und Cedara wurde die Strecke zweimal neu trassiert. Die Strecke von 1884 führte anfänglich südlich um den Signal Hill herum und über Blackridge, Sweetwaters und Hilton nach Cedara. Der höchste Punkt der Strecke wurde kurz vor Hilton auf 1137 m erreicht. Eine neue Strecke, die Town Hill Deviation wurde 1916 eröffnet. Sie folgte dem heutigen Streckenverlauf, verließ aber diese vor dem Südportal des Cedara-Tunnels in Richtung Osten und folgte dem Hang um den Town Hill herum. Hilton wurde mit einem 831 m langen Tunnel unterfahren, bevor die Strecke bei Cedara auf die heutige Streckenführung traf. Die Town Hill Deviation wurde mit Eröffnung des Cedara-Tunnels eingestellt und abgebaut, denn die Strecke wurde oft von Erdrutschen verschüttet. Die Strecke von 1884 hingegen blieb bis in die 1980er Jahre erhalten, einzig der südlich des Signal Hills verlaufende Teil wurde früher abgebaut. Der Bahnhof Hilton wird von der Hilton Steam Heritage Association als kleines Eisenbahnmuseum betrieben.
Auch bei Mooi River und Estcourt wurde die Strecke zweimal neu trassiert. Das erste Mal 1914 um die ursprüngliche ohne Tunnel trassierte Strecke mit fast durchgehender 33 ‰ Neigung durch ein Trasse mit 15 ‰ zu ersetzen, das zwei Tunnel aufwies und das zweite Mal 1957 mit dem Bau des Hidocte- und des Beacon-Hill-Tunnels.

### Ladysmith–Volksrust
Die Strecke führt in nordöstlicher Richtung aus der Stadt hinaus, wo der Rangierbahnhof Danskraal durchfahren wird, bevor die Strecke zum Van Reenen’s Pass abzweigt. Außerhalb der Stadt folgt sie für ungefähr 30 km der N11 bis zu den Kohlengruben von Elandslaagte, wo sie die N11 verlässt, mehr in östlicher Richtung verläuft und den Sundays River überquert. Sie überquert den Biggarsberg und erreicht das etwa 10 km westlich von Dundee gelegene Glencoe. Nach Newcastle muss die Strecke mit einer schwierigen Streckenführung den Langsnek Pass in den Drakensbergen überwinden. Die Streckenführung wurde an dieser Stelle mehrmals geändert und enthielt am Anfang vier Spitzkehren südlich der Passhöhe. Heute wird der Pass mit einem 1050 m langen Tunnel unterfahren.
Die Grenze der ehemaligen Kolonie Natal wird bei Volksrust erreicht. Der ursprüngliche Endpunkt der Strecke war bei Charlestown, das ungefähr drei Kilometer von der Grenze entfernt liegt. Der Ort wurde neu gegründet und trägt den Namen nach Charles Bullen Hugh Mitchell, dem damaligen Gouverneur von Natal.

### Ladysmith–Harrismith
Die Strecke nach Harrismith zweigt ungefähr vier Kilometer außerhalb von Ladysmith von der Strecke nach Glencoe ab. Die ersten 44 km bis Brakwal verlaufen in einfachem Gelände, danach mussten die 300 m Höhendifferenz bis zum Van Reenen’s Pass überwunden werden, wozu anfänglich drei Spitzkehren nötig waren, die später durch eine Doppelschleife mit Kehrtunnel ersetzt wurden. Die restliche Strecke bis Harrismith war wieder einfach zu bewältigen.

## Fahrzeuge

### Dampflokomotiven
Die ersten beiden zierlichen Lokomotiven der Bahnbaufirmen trafen Anfang 1877 in Durban ein. Die Tenderlokomotiven von Beyer-Peacock aus Manchester hießen Pietermaritzburg und Durban, wogen 25 t und hatten eine Zugkraft von 45 kN. Die für Holzfeuerung ausgelegten Lokomotiven wurden mit Eucalyptus befeuert. Die ersten Lokomotiven der NGR waren baugleich und trafen im Dezember 1877 in Durban ein. Sie kamen zusammen mit zehn Reisezugwagen und 13 offenen Güterwagen.
Bis 1903 wurden nur Tenderlokomotiven beschafft. Danach folgten mehrere Schlepptenderlokomotiven, die vom Chief Mechanical Engineer der NGR, D. A. Hendrie ausgelegt wurden und seinen Namen trugen. Auf der Natal Main Line waren weltweit die ersten Tender- und Schlepptenderlokomotiven mit der Achsfolge Mountain im Einsatz.
ALCO baute für die NGR zwei Einzelstücke, die als Versuchslokomotiven anzusehen waren. Es waren dies eine American D genannte Lokomotive ähnlich der Hendrie D und eine Mallet-Lokomotive mit der Achsfolge (1'C)C. Die American D war die erste Heißdampflokomotive der Bahn, welche in der Bestellung einer Heißdampfversion der Hendrie D mündete, welche 1912 als SAR-Klasse 3B abgeliefert wurden, nachdem die South African Railways durch Zusammenlegung der Bahnen auf dem Boden der noch jungen Südafrikanischen Union 1912 zusammengelegt wurden.
Der Mallet-Lokomotive war Erfolg beschieden, so dass weitere fünf Stück von ALCO als Mallet MB geliefert wurden. Diese Lokomotiven wurden vor allem zum Nachschieben schwerer Kohlezügen auf dem Streckenabschnitt von Estcourt nach Mooi River eingesetzt.
Die letzten auf der Natal Main Line im Hauptverkehr eingesetzten Dampflokomotiven waren in Doppeltraktion eingesetzte Lokomotiven der SAR-Klasse 14 und die mächtigen Garratt-Lokomotiven der Klasse GL. Diese waren die größten Dampflokomotiven, die je für Kapspur gebaut wurden. Sie zogen Anfang der 1930er Jahre auf dem Streckenabschnitt Durban–Pietermaritzburg 1200-t-Güterzüge, während die Strecke nördlich bis Glencoe bereits elektrifiziert war. Bis 1974 standen Dampflokomotiven in untergeordneten Diensten und vor Züge, die auf nicht elektrifizierte Nebenstrecken übergingen, im Einsatz.

#### Natal Government Railways
Die Konstruktion der Lokomotiven der Natal Government Railways (NGR) wurde stark von den Oberingenieuren der Bahn beeinflusst. Die Funktion wurde 1877 von William Milne übernommen, gefolgt 1893 von George William Reid, gefolgt von David Anderson Hendrie im Jahre 1903. Die letzten beiden waren zuvor bei der Highland Railway in Nordschottland angestellt.
| Bezeichnung              | Bauart    | Anzahl | Baujahr   | Hersteller         | Bild | Hauptsächliche Verwendung                              |
| ------------------------ | --------- | ------ | --------- | ------------------ | ---- | ------------------------------------------------------ |
| W & J Baulokomotiven     | 1’C n2t   | 2      | 1876      | Kitson             |      | Baulokomotiven                                         |
| NGR K                    | 1’C n2t   | 7      | 1877–1878 | Beyer-Peacock      |      | alle Züge                                              |
| NGR K & S                | 2’C n2t   | 37     | 1879–1885 | Kitson, Stephenson |      | alle Züge                                              |
| NGR Dübs A               | 2’D1’ n2t | 102    | 1888–1899 | Dübs & Co          |      | alle Züge                                              |
| NGR Reid ten-wheeler     | 2’E1’ n2t | 101    | 1899–1903 | Neilson Reid       |      | Güterverkehr                                           |
| NGR Dübs B               | 2’D1’ n2t | 25     | 1904      | Dübs & Co          |      | Schiebedienst                                          |
| NGR Hendrie B            | 2’D n2    | 50     | 1904      | North British      |      | alle Züge                                              |
| NGR Hendrie A            | 2’C1’ n2  | 2      | 1905      | North British      |      | Reisezüge Estcourt–Volksrust                           |
| NGR Hendrie B (umgebaut) | 2’D1’ n2  | 6      | 1906      | North British      |      | erste Moutain-Lokomotiven der Welt Reisezüge           |
| NGR Hendrie D            | 2’D1’ n2  | 30     | 1909–10   | North British      |      | Kohlenzüge im nördlicheren, flacheren Teil der Strecke |
| NGR American D           | 2’D1’ h2  | 1      | 1909      | ALCO               |      | Schwere Güterzüge                                      |
| NGR Mallet MA            | (1’C)C h4 | 1      | 1909      | ALCO               |      | Schwere Güterzüge                                      |
| NGR Mallet MB            | (1’C)C h4 | 5      | 1910      | ALCO               |      | Kohlenzüge auf der Rampe Estcourt–Highlands            |
| NGR Hendrie C            | 2’C1’ n2  | 2      | 1910      | NGR (Durban)       |      |                                                        |

#### South African Railways
Dampflokomotiven verkehrten bis im August 1974 auf der Natal Main Line. Die letzten eingesetzten Bauarten waren Garratt-Lokomotiven der Klassen GF, GMAM und GCA.
| Bezeichnung | Bauart            | Anzahl | Baujahr   | Hersteller                             | Bild | Hauptsächliche Verwendung                                                                                             |
| ----------- | ----------------- | ------ | --------- | -------------------------------------- | ---- | --- |
| SAR 3B      | 2’D1’ h2          | 25     | 1912      | North British                          |      | verbesserte Version der Hendrie D Kohlenzüge im nördlicheren, flacheren Teil der Strecke                              |
| SAR MC      | (1’C)C h4         | 10     | 1912      | North British                          |      | Nachschieben von Kohlenzügen                                                                                          |
| SAR 14      | 2’D1’ h2          | 45     | 1913–1915 | Stephenson                             |      | alle Züge |
| SAR 16      | 2’C1’ h2          | 12     | 1914      | North British                          |      | |
| SAR 14B     | 2’D1’ n2          | 15     | 1915      | Beyer-Peacock                          |      | |
| SAR MH      | (2’C1’)(1’C2’) h4 | 2      | 1927      | Maffei                                 |      | bei Ablieferung schwerste Lok für Kapspur Güterzüge                                                                   |
| SAR GA      | (1’C)(C1’) h4     | 1      | 1920      | Beyer-Peacock                          |      | Güterzüge |
| SAR GF      | (2'C1')(1'C2') h4 | 65     | 1927–1928 | Hanomag, Henschel, Maffei              |      | Güterzüge |
| SAR GCA     | (1'C1')(1'C1') h4 | 39     | 1927–1928 | Krupp                                  |      | Güterzüge |
| SAR GL      | (2’D1’)(1’D2’) h4 | 8      | 1929      | Beyer-Peacock                          |      | Bei Ablieferung größte Lokomotiven auf Kapspur Güterzüge auf der neuen Strecke Durban–Pietermaritzburg                |
| SAR GMAM    | (2'D1')(1'D2') h4 | 120    | 1952–1958 | Henschel, Beyer-Peacock, North British |      | 74 Lokomotiven in Pietermaritzburg beheimatet Einsatz vor Güterzügen auf den Zweigstrecken nach Franklin und Greytown |

### Elektrolokomotiven
Zwischen 1924 und 1937 wurde die ganze Natal Main Line auf elektrischen Betrieb umgestellt. Bereits 1935 war die Strecke die längste elektrische betriebene Vollbahn im britischen Kolonialreich.
| Bezeichnung | Bauart | Anzahl | Baujahr   | Hersteller                                        | Einsatz                                                       | Bild |
| ----------- | ------ | ------ | --------- | ------------------------------------------------- | ------------------------------------------------------------- | ---- |
| 1E          | Bo’Bo’ | 172    | 1923–1944 | SLM, Metrovick, Werkspoor, RSH                    | Güterzüge Reisezüge                                           |      |
| ES          | Bo’Bo’ | 4      | 1936–1964 | SLM, Metrovick, Werkspoor, RSH                    | Rangierdienst in Danskraal                                    |      |
| 3E          | Co’Co’ | 28     | 1947      | Metrovick, RSH                                    | Reisezüge im oberen Teil der Strecke                          |      |
| 5E          | Bo’Bo’ | 745    | 1954–1966 | Metrovick, UCW, English Electric, Vulcan Foundary | Güterzüge Reisezüge auch auf anderen 3 kV-Strecken eingesetzt |      |
| 6E1         | Bo’Bo’ | 960    | 1969–1985 | UCW, GEC                                          | Güterzüge Reisezüge auch auf anderen 3 kV-Strecken eingesetzt |      |
| 18E         | Bo’Bo’ | 85     | 2000–2014 | Transnet Koedoespoort                             | Güterzüge Reisezüge auch auf anderen 3 kV-Strecken eingesetzt |      |

### Triebzüge
Triebzüge werden im Vorortverkehr von Durban eingesetzt.
| Bezeichnung | Anzahl Wagen pro Zug | Anzahl Einzelwagen | Baujahr   | Hersteller    | Einsatz                                     | Bild |
| ----------- | -------------------- | ------------------ | --------- | ------------- | ------------------------------------------- | ---- |
| 5M2A        | 4–14                 | 4447               | 1958–1985 | Metro Cammell | Vorortverkehr Durban (nicht ausschließlich) |      |

## Betrieb

### Geschichte
Die Natal Main Line dient hauptsächlich dem Güterverkehr zwischen Johannesburg und dem Hafen Durban. Nach der Aufnahme des durchgehenden Betriebes bis Johannesburg stieg der Verkehr schnell an. Er diente einerseits der Versorgung der Goldfelder von Witwatersrand, aber auch der Kohleabfuhr aus dem Norden von Natal. 1903 wurden 200.000 t Güter befördert. Der betrieblich schwierigste Streckenabschnitt liegt zwischen Estcourt and Mooi River, auf dem ab 1903 die Züge mit zwei Lokomotiven der Baureihe Dübs A bespannt wurden.
Mehr als die Hälfte der beförderten Güter war Kohle für den Hafen Durban. Diese Züge wurden ab 1906 in Richtung Durban auf den Streckenabschnitten Estcourt–Highlands, Umsindusi–Thornville und Inchanga–Alverstone nachgeschoben. Sie bestanden aus 13 Wagen mit einem Bremswagen und hatten ein Gesamtgewicht von 442 t. Zuglok war eine Hendrie B oder eine Reid ten-wheeler, für den Schiebedienst kam eine Dübs B zum Einsatz.
Um den steigenden Verkehr zu bewältigen ohne die Streckenkapazität zu erhöhen, wurde ab 1908 auf einigen Streckenabschnitten die Zuglänge verdoppelt. Betrieblich wurden zwei Züge normaler Länge hintereinander gekuppelt, so dass aus der Zuglok des zweiten Zuges eine Zwischenlokomotive wurde. Das Verfahren wurde auf mehreren Streckenabschnitten sowohl für in Richtung Inland, wie auch in Richtung Hafen verwendet. Auf dem Streckenabschnitt Estcourt–Highlands wurde der doppelte Zug nachgeschoben, so dass drei arbeitende Lokomotiven den Zug beförderten.

### Heutiger Zustand
Güterzüge verbinden die Region Johannesburg mit dem Hafen in Durban. Es werden hauptsächlich Konsumgüter und Neuwagen transportiert.
Die S-Bahn-Züge der Metrorail Durban verkehren bis Cato Ridge auf der Linie von 1936, bis Pinetown auf der Linie von 1878. Zwischen Kloof und Inchanga verkehrt der Museumszug der Umgeni Steam Railway.
Für die Zukunft wird über eine Schnellfahrstrecke Johannesburg–Durban nachgedacht. China Railway Group arbeitete 2010 eine Machbarkeitsstudie für zwei Varianten aus: eine reine Schnellfahrstrecke für Geschwindigkeiten bis 300 km/h oder eine Strecke für Hochgeschwindigkeitszüge und Güterzüge für eine Höchstgeschwindigkeit zwischen 180 und 200 km/h. Bei 350 km/h fahrenden Zügen könnte die Reisezeit von sechs auf drei Stunden verkürzt werden.